# Armáda České republiky
Armáda České republiky (AČR) představuje hlavní složku ozbrojených sil České republiky, které dále tvoří Vojenská kancelář prezidenta republiky a Hradní stráž.
V čele organizační struktury AČR stojí generální štáb, jehož náčelníkem je od 1. července 2022 Karel Řehka. Civilní řízení a demokratickou kontrolu armády zajišťuje Ministerstvo obrany České republiky. Od 1. ledna 2005 je česká armáda plně profesionalizovaná; dobrovolníci slouží v jednotkách aktivní zálohy.
Armáda České republiky je tvořena svazky a útvary několika druhů sil, mezi které patří pozemní síly, vzdušné síly, speciální síly, Informační a kybernetické síly, teritoriální síly a další odborné a podpůrné složky, včetně duchovní služby.
Hlavní bojovou část pozemních sil AČR tvoří dvě mechanizované brigády a výsadkový pluk, doplněné čtyřmi pluky bojové podpory a jedním plukem bojového zabezpečení. Vzdušné síly zahrnují vojenské letectvo a protivzdušnou obranu zabezpečující suverenitu a obranyschopnost vzdušného prostoru ČR v rámci NATINAMDS. Speciální síly, informační a kybernetické síly a teritoriální síly představují menší a úžeji zaměřené organizační celky na úrovni skupin.
Hlavní úkoly Armády České republiky stanovuje zákon č. 219/1999 Sb., o ozbrojených silách České republiky, jako obranu proti vnějšímu napadení a plnění úkolů na základě mezinárodních smluvních závazků týkajících se společné obrany nebo operací na udržení míru a bezpečnosti.
AČR se primárně připravuje na obranu území státu nebo spojenců v rámci kolektivní obrany NATO dané článkem 5 Severoatlantické smlouvy, případně Společnou bezpečnostní a obrannou politikou EU. Zahraniční nasazení AČR vychází rovněž z členství v OSN, OBSE nebo V4 (Obranná spolupráce Visegrádské skupiny).

## Historie
Armáda České republiky navazuje svou tradicí na československé legie z období první světové války, které působily především v Rusku, Francii a Itálii a čítaly přibližně 140 000 mužů. Tyto legie se po vzniku samostatného státu v roce 1918 staly základem armády první Československé republiky (1918–1939).
V období druhé světové války se současná Armáda ČR odkazuje především na československý zahraniční a domácí odboj, nikoli na ozbrojené složky Protektorátu Čechy a Morava.
Po roce 1945 vznikla Československá armáda, která byla v roce 1954 reorganizována jako Československá lidová armáda (ČSLA) a plnila roli ozbrojené síly socialistického státu v rámci Varšavské smlouvy.
Po roce 1989 došlo k postupné modernizaci a transformaci armády, která po rozdělení Československa v roce 1993 přešla do podoby současné Armády České republiky.

### 1993–současnost
Po skončení studené války a rozpuštění Varšavské smlouvy se Česká republika zaměřila na vstup do NATO, což bylo klíčovým cílem její zahraniční politiky. Nejprve se zapojila do programu Partnerství pro mír a 12. března 1999 se spolu s Maďarskem a Polskem stala členem Aliance, která tehdy čítala 16 států. Tím se ČR stala součástí nejsilnější politicko-vojenské organizace na světě a dosáhla dosud nejvyšší úrovně své bezpečnosti.
Členství v NATO znamenalo zapojení do kolektivní obrany, přístup ke sdílení vojenských informací a spolupráci s ostatními členskými státy. To umožnilo Česku lépe reagovat na nové bezpečnostní hrozby a účastnit se společných cvičení i misí po celém světě. Vstup do Aliance také výrazně podpořil profesionalizaci Armády České republiky, která byla dokončena v lednu 2005 zrušením povinné základní služby a přechodem na armádu složenou pouze z profesionálních vojáků. Profesionalizace umožnila lepší využití moderní techniky a vyšší kvalitu výcviku.
Armáda ČR pokračuje v rozvoji a modernizaci, s cílem do roku 2035 zvýšit počet profesionálních vojáků na 38 000 a rozšířit i počet civilních zaměstnanců a aktivní zálohy. V roce 2020 vznikla nová velitelství kybernetických a teritoriálních sil, která doplnila stávající pozemní, vzdušné a speciální síly. Tato změna reaguje na nové hrozby, zejména kybernetické, a odpovídá standardům NATO.
Součástí moderní struktury je i Velitelství pro operace (VeOper), které plánuje a řídí operace v ČR i v zahraničí, včetně koordinace s NATO a EU. V pozemních silách vznikl 43. výsadkový pluk jako nový manévrový prvek vedle 7. mechanizované brigády a 4. brigády rychlého nasazení. Pro logistickou podporu spojenců byl v Rakovníku založen prapor podpory nasaditelných sil.

### Vývoj výdajů na armádu
Největší výzkumy, jak by měly vypadat výdaje na armádu, probíhaly v době studené války (1946–1989), protože válečné výdaje za 2. světové války některé země přivedly do vážných ekonomických potíží (např. Velká Británie) a vlády se tomu chtěly vyhnout nebo být alespoň připraveny. Podle těchto výzkumů bývá za hranici, kdy vojenské výdaje začínají ohrožovat ekonomickou prosperitu i samotnou podstatu ekonomiky, považována hodnota 5 % HNP (hrubý národní produkt). V poslední době[kdy?] se udávají výdaje na obranu vůči HDP (hrubý domácí produkt), což je přesněji určitelné číslo než dříve uváděné HNP. Zatímco v období studené války vycházela čísla východního bloku u HNP vůči HDP spíše nižší, u západních států spíše vyšší.
Vyjadřování výdajů na armádu jako procento k HDP (hrubý domácí produkt) se používá, protože nejlépe vyjadřuje zátěž ekonomiky státu (tj. jakou část nově vytvořené hodnoty stát vydává na zajištění vojenské ochrany státu) a umožňuje to jednoduché srovnání jak mezi státy, tak v jednom státě v různé době.
V době ohrožení hitlerovským Německem šlo v roce 1934 v Československu na obranu 16 % HNP, v roce 1938 až 21 % HNP.
V době komunistického režimu (1948–1989) vydávalo Československo oficiálně na armádu 5 % HNP, ale toto číslo nezahrnovalo investice do zbrojního průmyslu nebo řadu dalších výdajů vojenského charakteru, která byla ukryta do rozpočtových kapitol jiných ministerstev nebo i jednotlivých státních podniků. Celkové výdaje tak byly 6–7 % HNP. Během studené války však docházelo k jejich zvyšování, v jejím vyvrcholení v roce 1987 šlo v Československu na armádu 24,5 miliardy Kčs, což bylo 20 % státního rozpočtu a skoro 6 % HNP. Většina peněz byla používána na nákup vojenské techniky a její servis, pak platy profesionálních vojáků, budování opevnění, ale i stavby zařízení pro sovětskou armádu, která v té době v ČSSR pobývala. V té době výdaje ČSSR na armádu nevybočovaly z průměru obou znepřátelených bloků (východní blok a západní blok), který na začátku 80. let byl 5,9 % HDP a v roce 1989, kdy došlo k uvolnění napětí mezi bloky, už jen 4,5 %.
Se vstupem do NATO (1999) přijalo Česko závazek vynakládat na obranu 2 % HDP. Tento spojenecký závazek byl dlouho zanedbáván a klesl až k výši 1 % HDP. Do roku 2021 byl Vládou ČR přislíben podíl alespoň 1,4 % HDP. Teprve po ruské invazi na Ukrajinu (2022) došlo ke zvyšování výdajů na obranu a v roce 2024 bylo dosaženo závazku 2 % HDP. V roce 2025 došlo k rozhodnutí o navyšování výdajů o 0,2 % HDP ročně až na 3 % nejpozději v roce 2030.

## Struktura
Od ledna 2020 došlo ke změně v systému velení AČR, jehož strategickou a taktickou část rozšířilo nové velitelství pro operace. Další novinkou byl vznik teritoriálních a informačních a kybernetických sil, resp. jejich velitelství (vznik 2019, počáteční operační schopnosti 2020).
| Strategická úroveň velení | Náčelník Generálního štábu Armády České republiky | Generální štáb Armády České republiky | Ředitelství speciálních sil |
| Operační úroveň velení    | Velitelství pro operace | — | —                           |
| Taktická úroveň velení    | Velitelství pozemních sil Velitelství vzdušných sil Velitelství teritoriálních sil Velitelství informačních a kybernetických sil Velitelství výcviku – Vojenská akademie | Agentura personalistiky Finanční správa Agentura komunikačních a informačních systémů Agentura logistiky Agentura vojenského zdravotnictví | Útvary speciálních sil      |

### Síly AČR
Svazky a útvary Armády České republiky se dělí na několik druhů sil – pozemní, vzdušné, speciální, informační a kybernetické a teritoriální. Toto členění odpovídá moderním bezpečnostním výzvám a je v souladu se strukturou většiny armád členských států NATO.

#### Pozemní síly

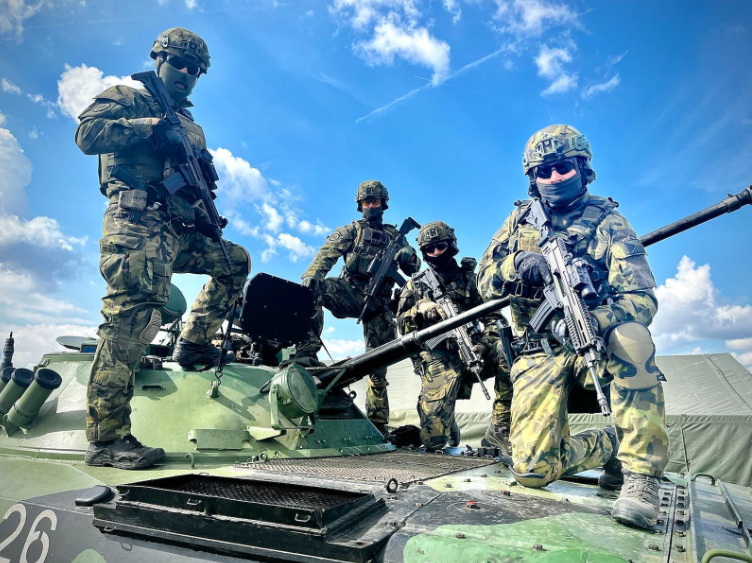
Vojáci s puškami CZ 805 BREN na bojovém vozidle pěchoty BVP-2

Pozemní síly (PozS) Armády České republiky tvoří zejména mechanizované jednotky, výsadkové vojsko, ženijní a chemické vojsko, dělostřelectvo, logistické útvary a složky zpravodajského zabezpečení. Jejich hlavním úkolem je příprava k obraně České republiky a plnění závazků vyplývajících z členství v mezinárodních organizacích, zejména NATO a EU.
Struktura:
- Velitelství pozemních sil (Olomouc)
  - 4. brigáda rychlého nasazení (Žatec)
  - 7. mechanizovaná brigáda (Hranice)
  - 43. výsadkový pluk (Chrudim)
  - 13. dělostřelecký pluk (Jince)
  - 15. ženijní pluk (Bechyně)
  - 31. pluk radiační, chemické a biologické ochrany (Liberec)
  - 53. pluk průzkumu a elektronického boje (Opava)
  - 14. pluk logistické podpory (Pardubice)

#### Vzdušné síly

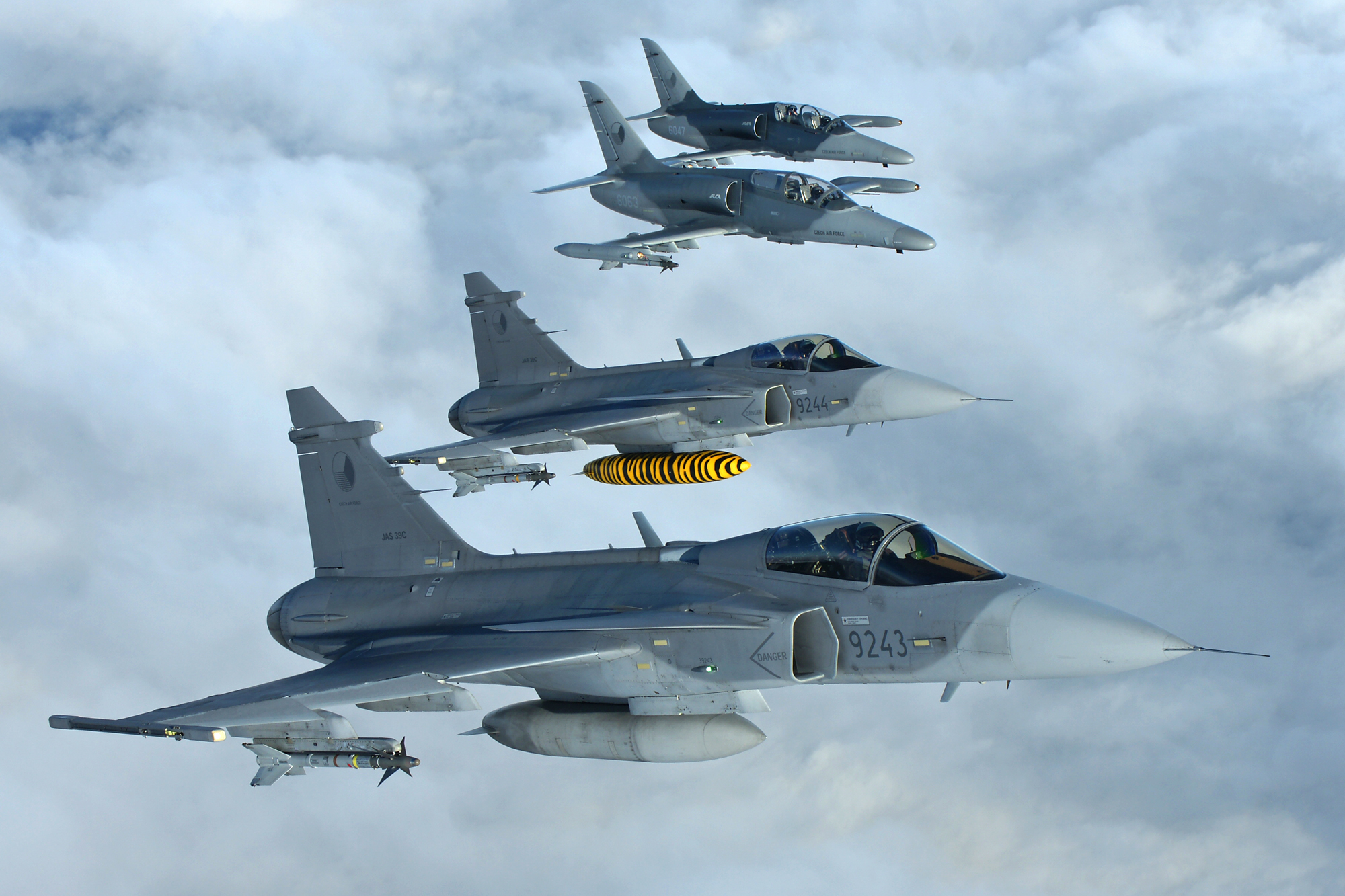
Letouny Saab JAS-39 Gripen a Aero L-159 Alca

Vzdušné síly (VzS) Armády České republiky zahrnují taktické, vrtulníkové a dopravní letectvo, vojsko pozemní protivzdušné obrany, radiotechnické jednotky a systémy velení, řízení a průzkumu. Dále zajišťují služby řízení letového provozu, letecké navigace a zpravodajské zabezpečení.
Mezi hlavní úkoly VzS patří ochrana vzdušného prostoru České republiky, obrana klíčových objektů důležitých pro obranu státu a podpora ostatních druhů sil AČR i ozbrojených sil spojenců v rámci NATO a EU.
Struktura:
- Velitelství vzdušných sil (Praha)
  - 21. základna taktického letectva (Čáslav)
  - 22. základna vrtulníkového letectva (Vícenice u Náměště nad Oslavou)
  - 24. základna dopravního letectva (Praha-Kbely)
  - 25. protiletadlový raketový pluk (Strakonice)
  - 26. pluk velení, řízení a průzkumu (Brandýs nad Labem-Stará Boleslav)
  - Správa letiště Pardubice (Pardubice)

#### Speciální síly

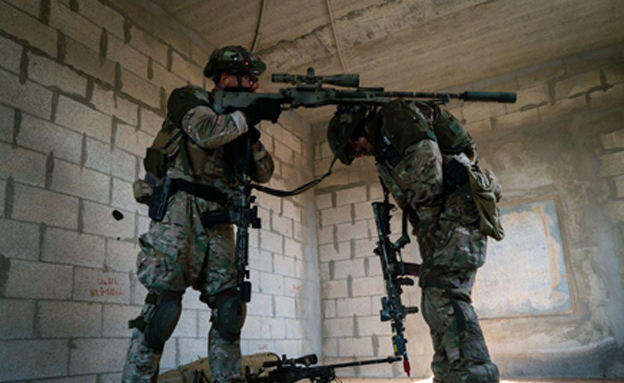
Odstřelovači 601. skupiny speciálních sil

Speciální síly (SpecS) jsou rozvíjeny za účelem prosazování ochrany a obrany zájmů ČR s důrazem na schopnosti ke zvládání krizí v celé škále od dlouhodobých operací nízké intenzity typů „podpora a vliv“ až po krátkodobé operace vyšší intenzity, a to v krycím či utajeném režimu činnosti.
Struktura:
- Ředitelství speciálních sil (Praha)
  - 601. skupina speciálních sil (Prostějov)
  - Centrum podpory speciálních sil (Olomouc)

#### Informační a kybernetické síly

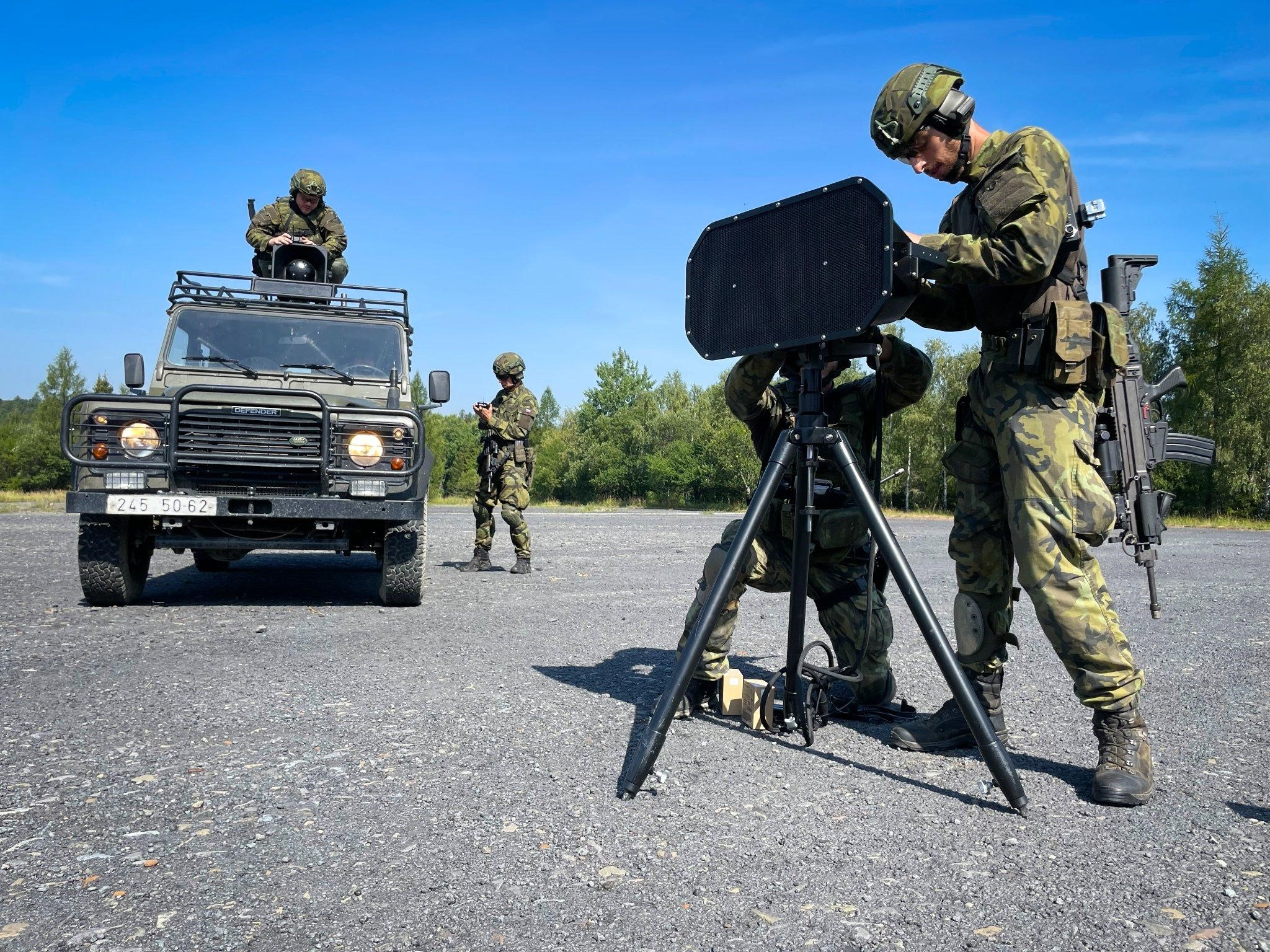
Středisko informačních operací v terénu

Informační a kybernetické síly (InKyS), monitorují, plánují a řídí operace v kybernetickém prostoru a informačním prostředí na taktické úrovni a podporují plánování a řízení strategické komunikace.
Struktura:
- Velitelství informačních a kybernetických sil (Brno)
  - 91. skupina informačního boje (Olomouc)
  - 92. skupina kybernetického boje (Brno)

#### Teritoriální síly
Teritoriální síly (TerS) jsou tvořeny velitelstvím teritoria a krajskými vojenskými velitelstvími (KVV) jako vojenskými územními prvky pro zabezpečení a řešení otázek obrany a ochrany teritoria. Jejich úkolem je plánování, řízení a příprava AZ v podřízenosti KVV, obrana a ochrana objektů důležitých pro obranu státu či podpora spojeneckých vojsk na území ČR.
Struktura:

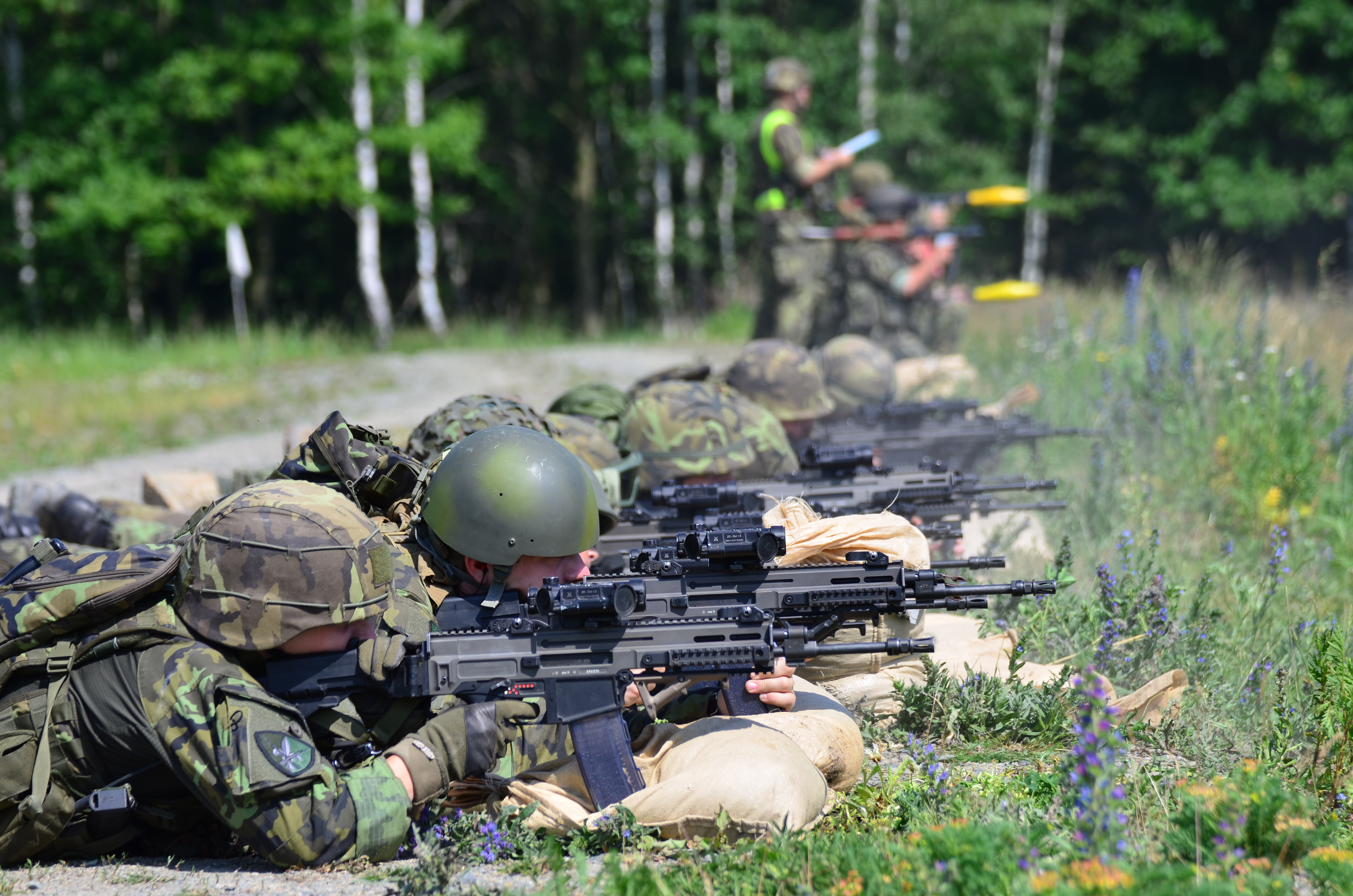
Střelecká příprava příslušníků Aktivní zálohy

- Velitelství teritoriálních sil (Tábor)
  - Krajské vojenské velitelství hlavní město Praha (Praha)
  - Krajské vojenské velitelství Praha (Praha)
  - Krajské vojenské velitelství Karlovy Vary (Karlovy Vary)
  - Krajské vojenské velitelství Ústí nad Labem (Ústí nad Labem)
  - Krajské vojenské velitelství Liberec (Liberec)
  - Krajské vojenské velitelství Hradec Králové (Hradec Králové)
  - Krajské vojenské velitelství Pardubice (Pardubice)
  - Krajské vojenské velitelství Jihlava (Jihlava)
  - Krajské vojenské velitelství České Budějovice (České Budějovice)
  - Krajské vojenské velitelství Plzeň (Plzeň)
  - Krajské vojenské velitelství Brno (Brno)
  - Krajské vojenské velitelství Olomouc (Olomouc)
  - Krajské vojenské velitelství Ostrava (Ostrava)
  - Krajské vojenské velitelství Zlín (Zlín)

## Technika a výzbroj
Hlavní druhy techniky a výzbroje Armády České republiky jsou sledované Smlouvou o konvenčních ozbrojených silách v Evropě. Česká armáda může mít na základě této smlouvy ve výzbroji maximálně 957 tanků, 1367 bojových obrněných vozidel, 767 dělostřeleckých systémů nad 100 mm, 230 bojových letounů a 50 bojových vrtulníků.
K 29. únoru 2024[zdroj⁠?!] armáda vlastnila celkem 63 tanků T-72 (z toho 30 modernizovaných T-72M4 CZ) a 14 tanků Leopard 2 (darovaných Německem), 308 bojových obrněných vozidel BVP-1, BVP-2, BPzV Svatava a Pandur II a 166 dělostřeleckých systémů ShKH vz. 77 DANA, vz. 82 PRÁM-L a ShM vz. 85. Kromě smluvně omezované výzbroje měla AČR také 175 lehkých obrněných vozidel, 149 vozidel se speciální nástavbou na podvozcích bojových vozidel pěchoty a obrněných transportérů nebo 36 obrněných zdravotních vozidel.[ve zdroji nenalezeno]
Vzdušné síly AČR disponují 38 bojovými a cvičnými letouny typu Gripen a ALCA, 14 dopravními a pozorovacími letouny, 4 bitevními vrtulníky Bell AH-1Z Viper a 39 dopravními a víceúčelovými vrtulníky typových řad Mi-8/17/Mi-171Š, W-3 Sokol a Bell UH-1Y Venom.

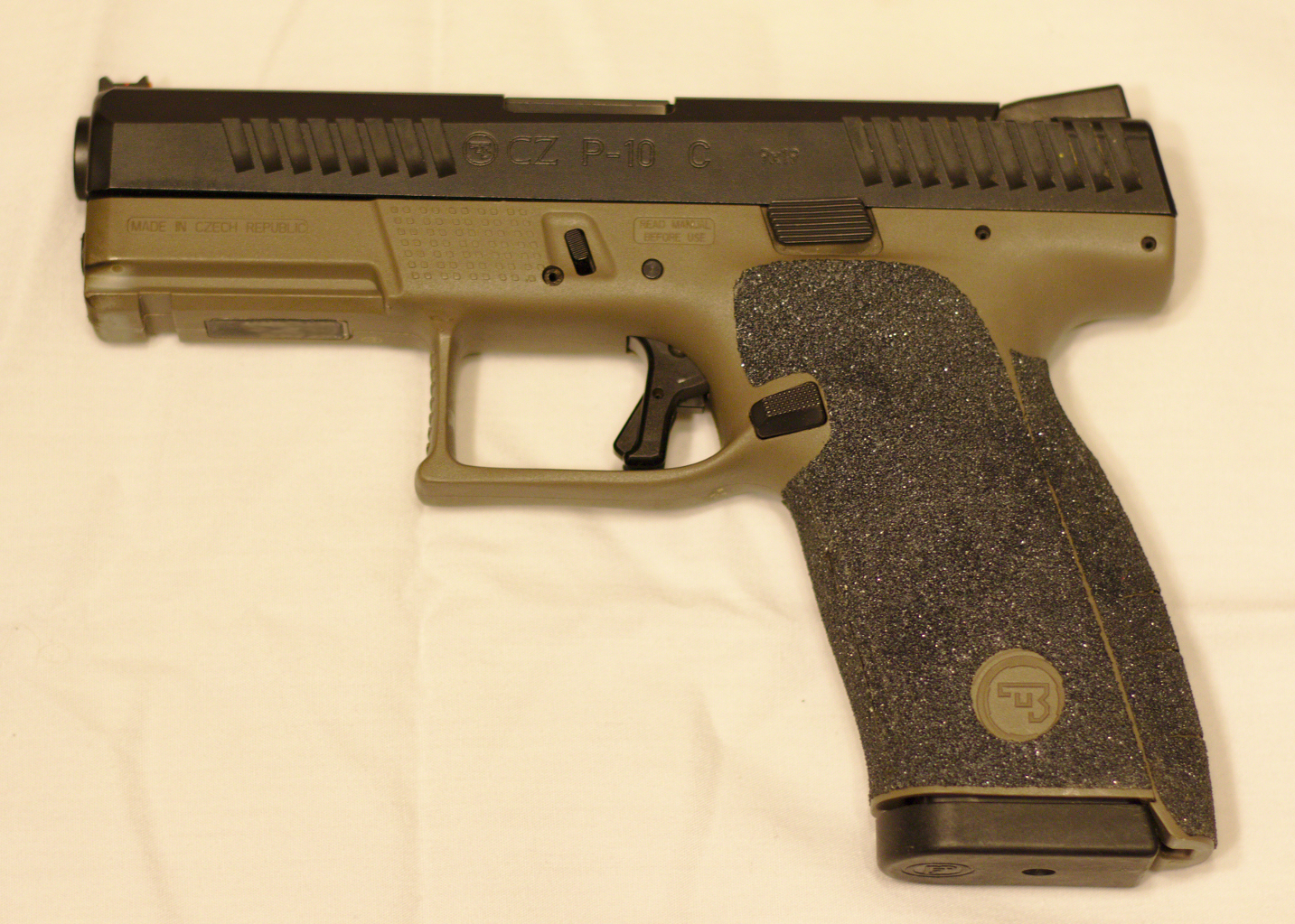
Pistole CZ P-10
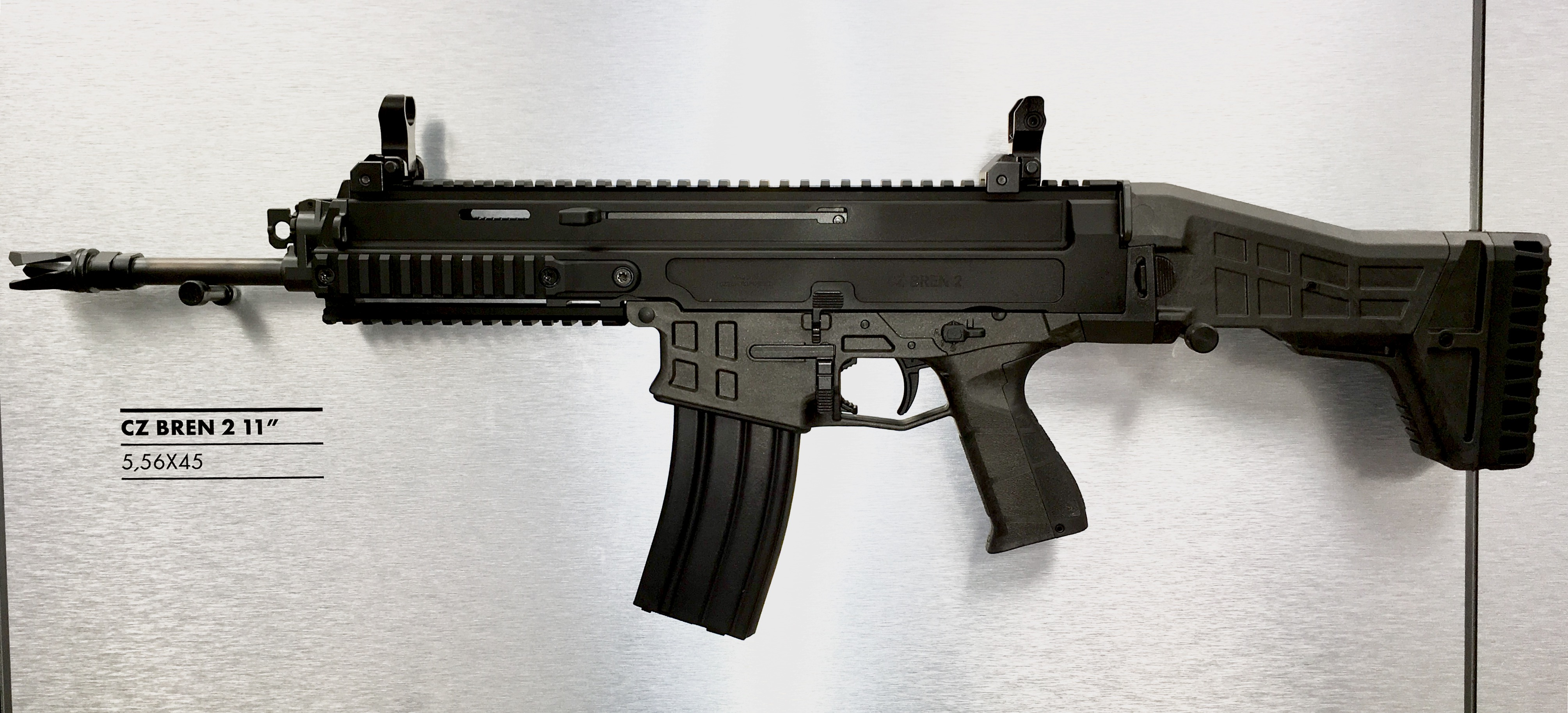
Útočná puška CZ Bren 2
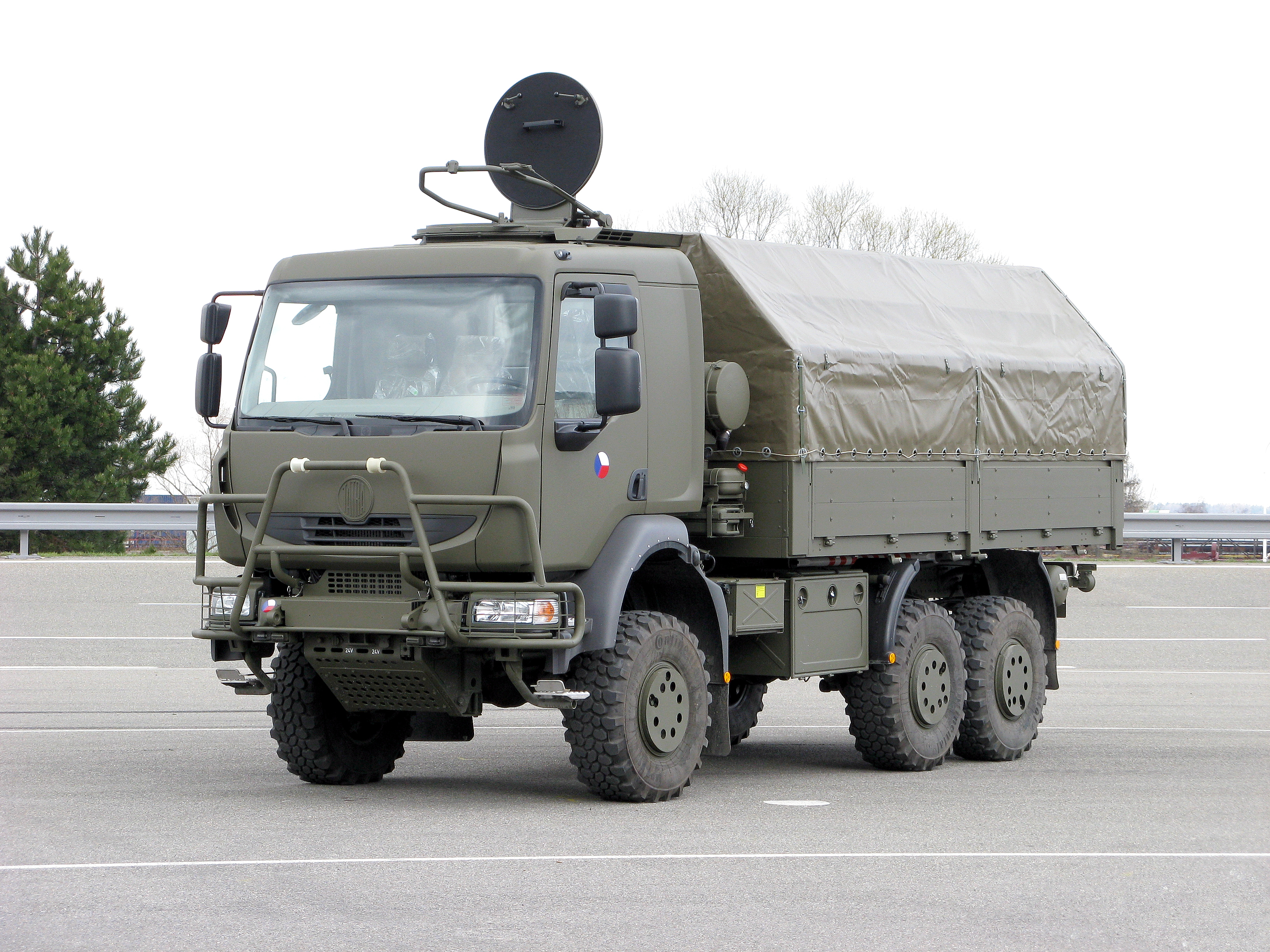
Tatra 810
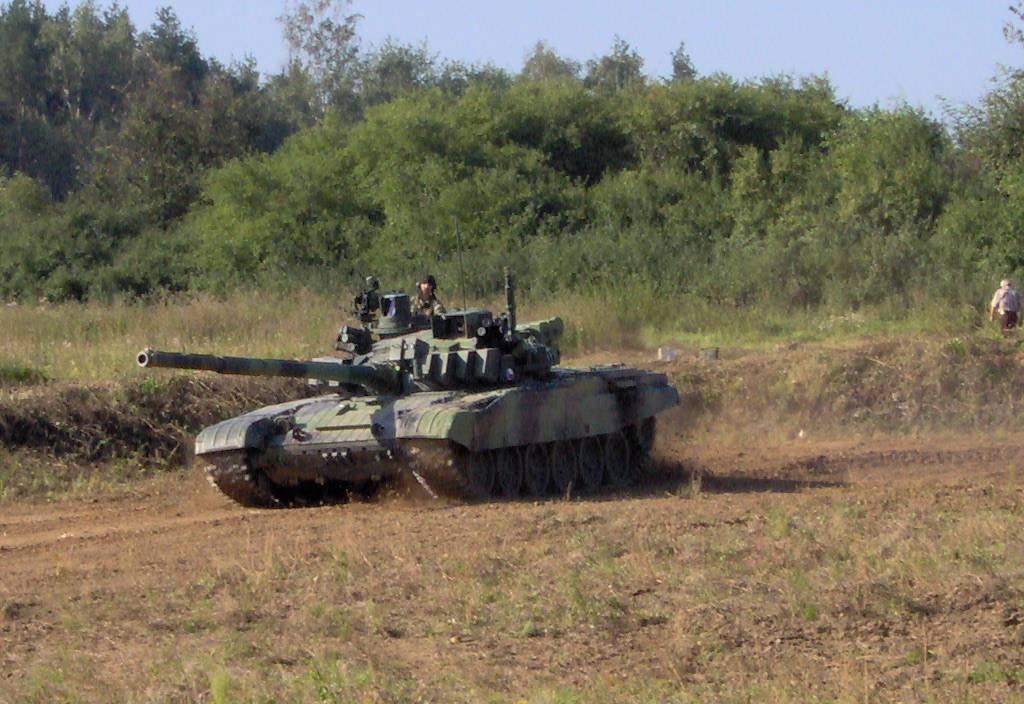
T-72M4 CZ
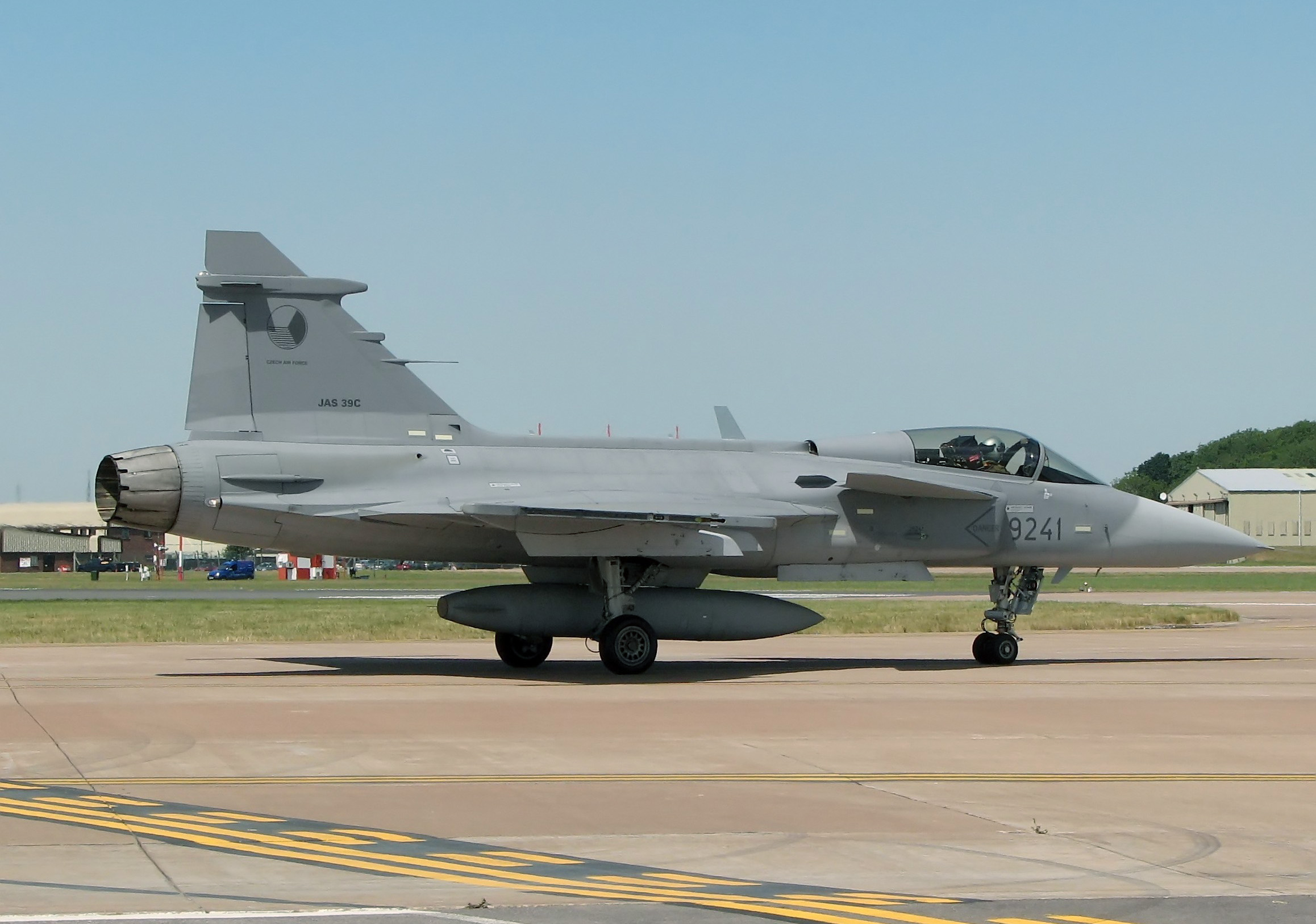
JAS-39 Gripen
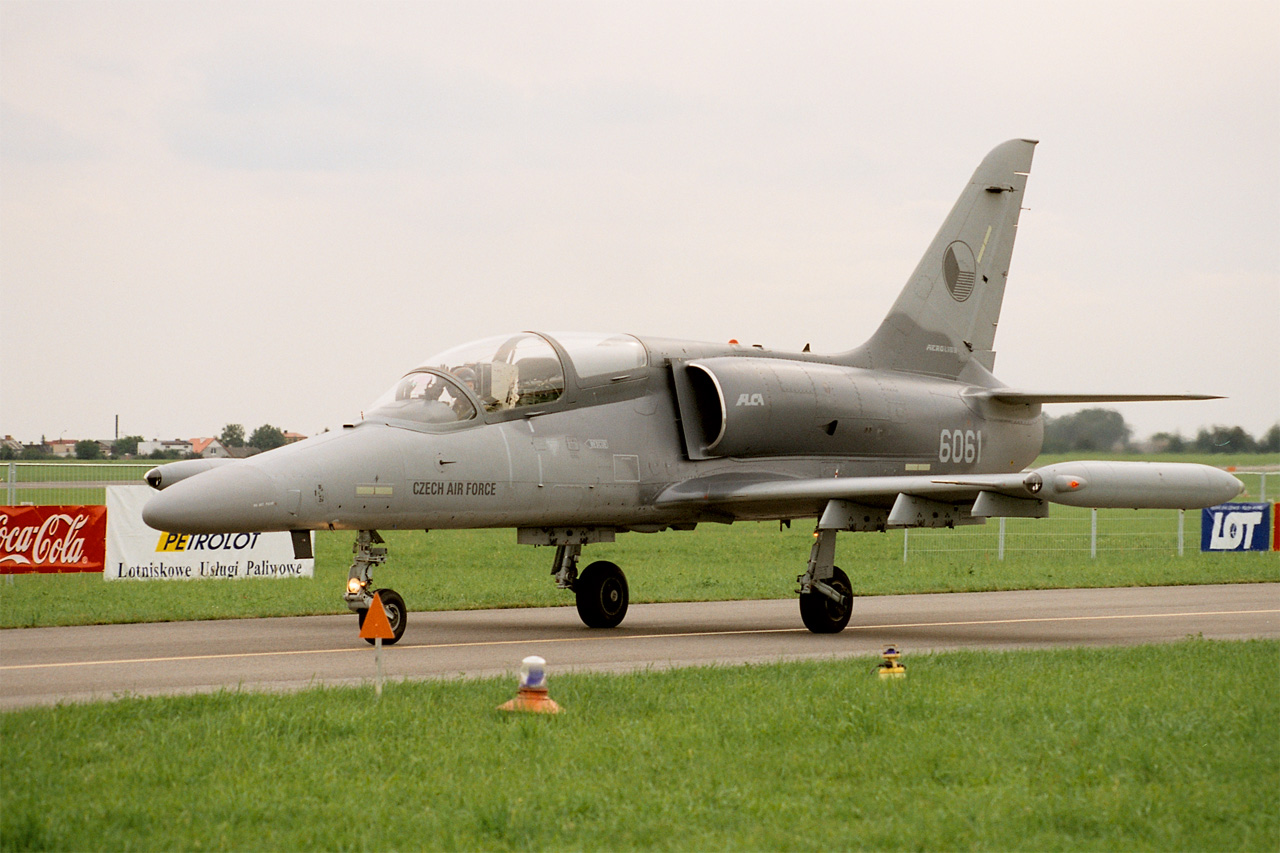
L-159 ALCA
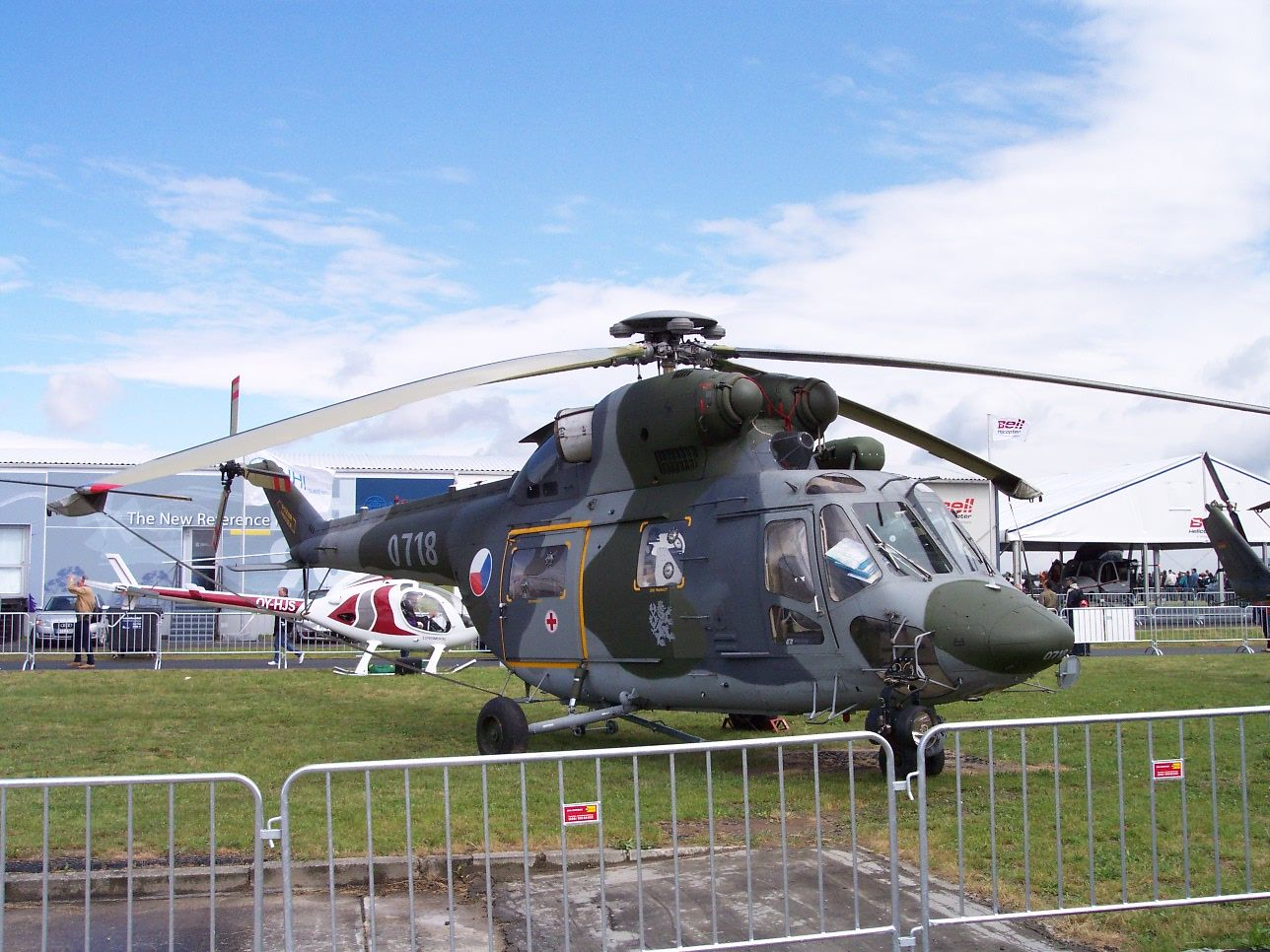
W-3A Sokol
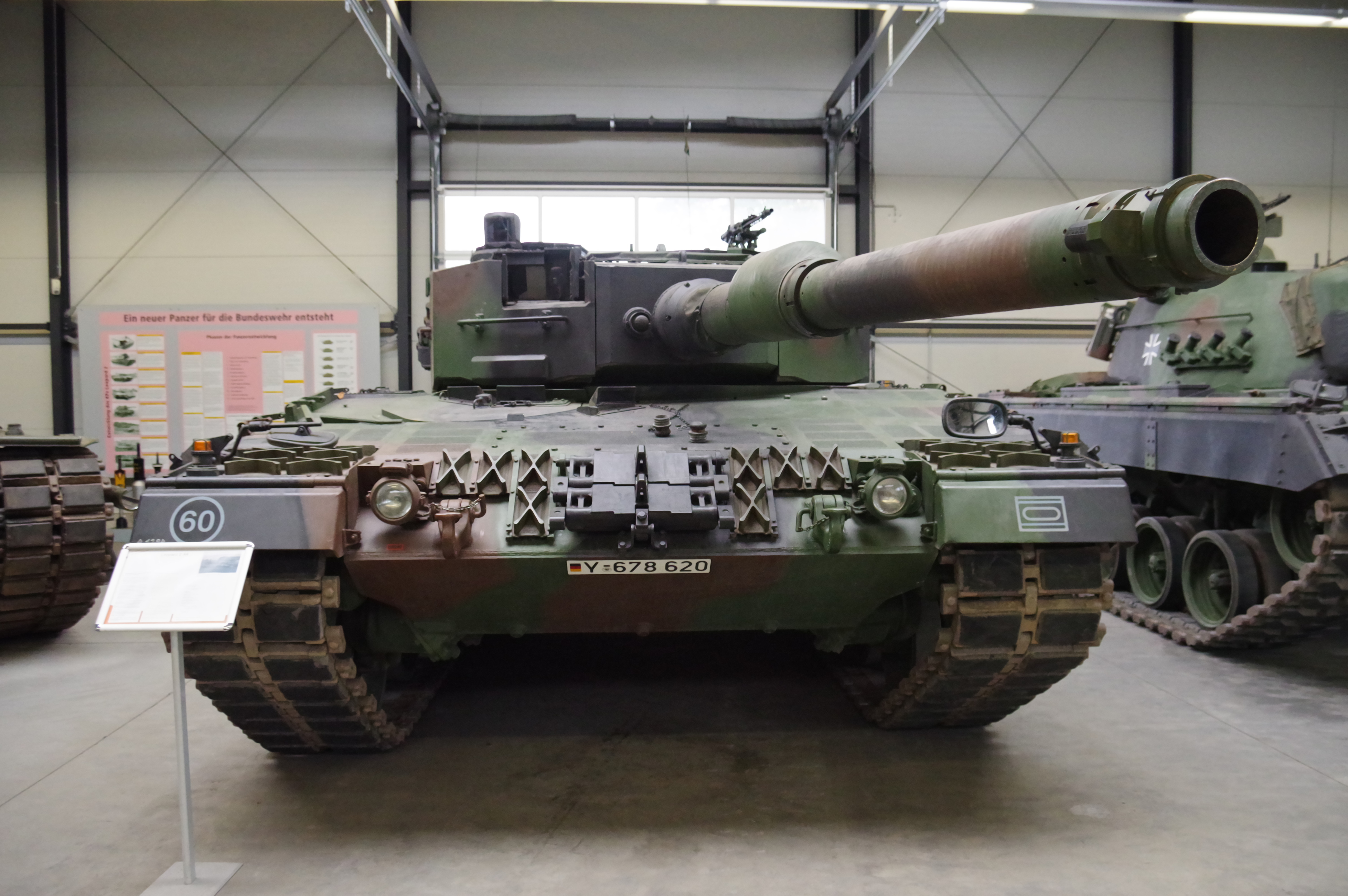
Leopard 2 A4
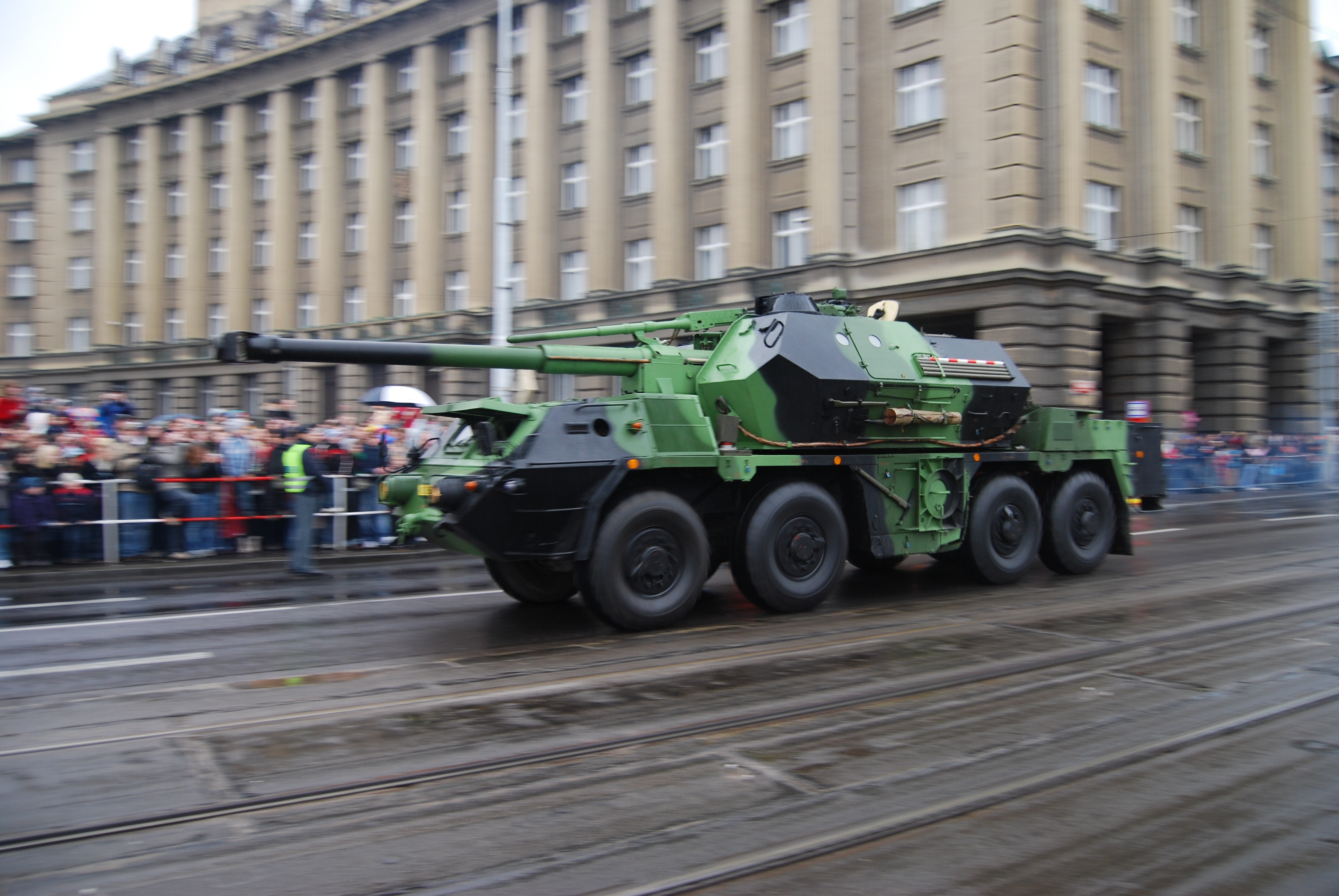
ShKH vz. 77 DANA
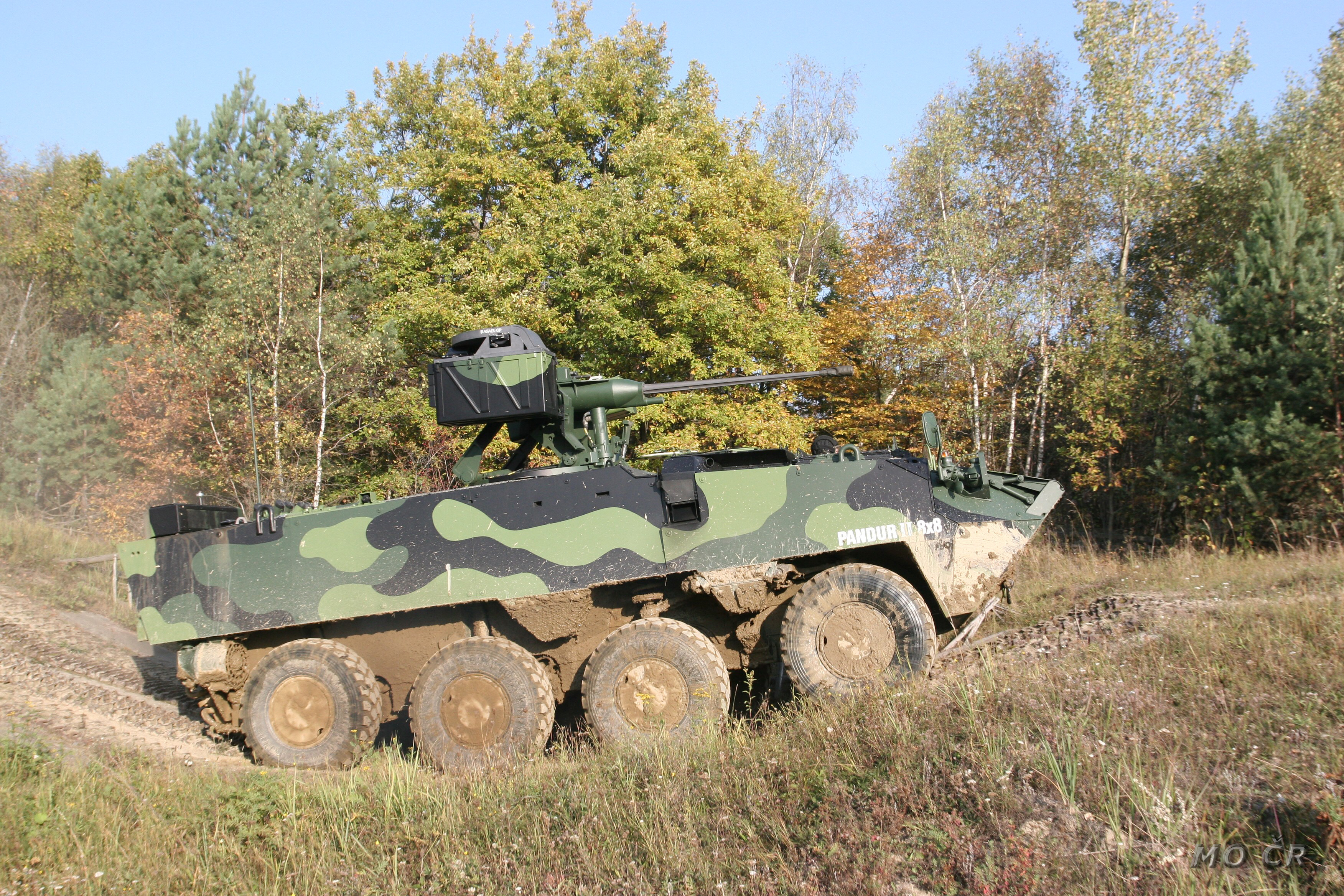
Pandur II
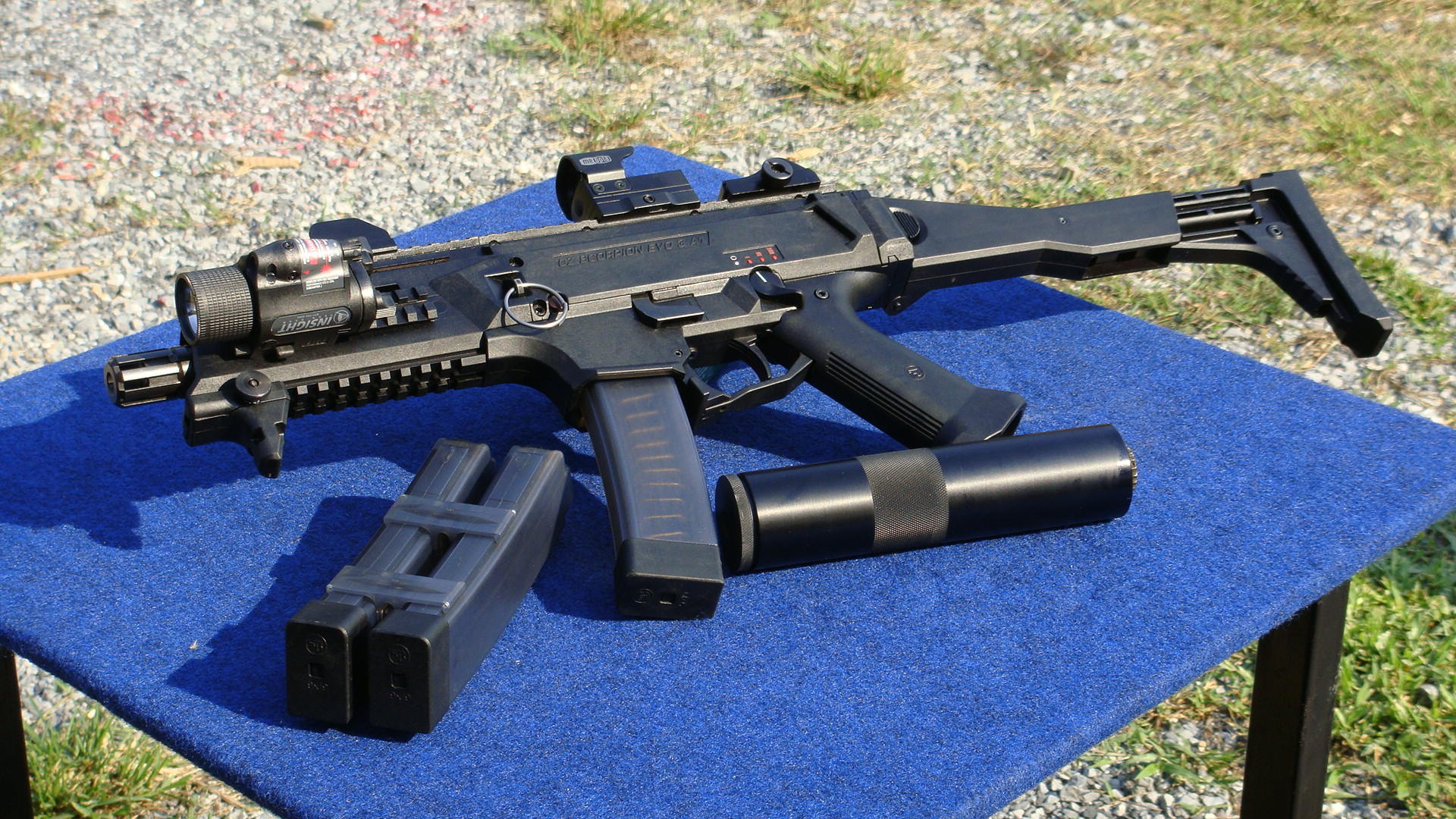
CZ Scorpion EVO 3

## Modernizace výzbroje

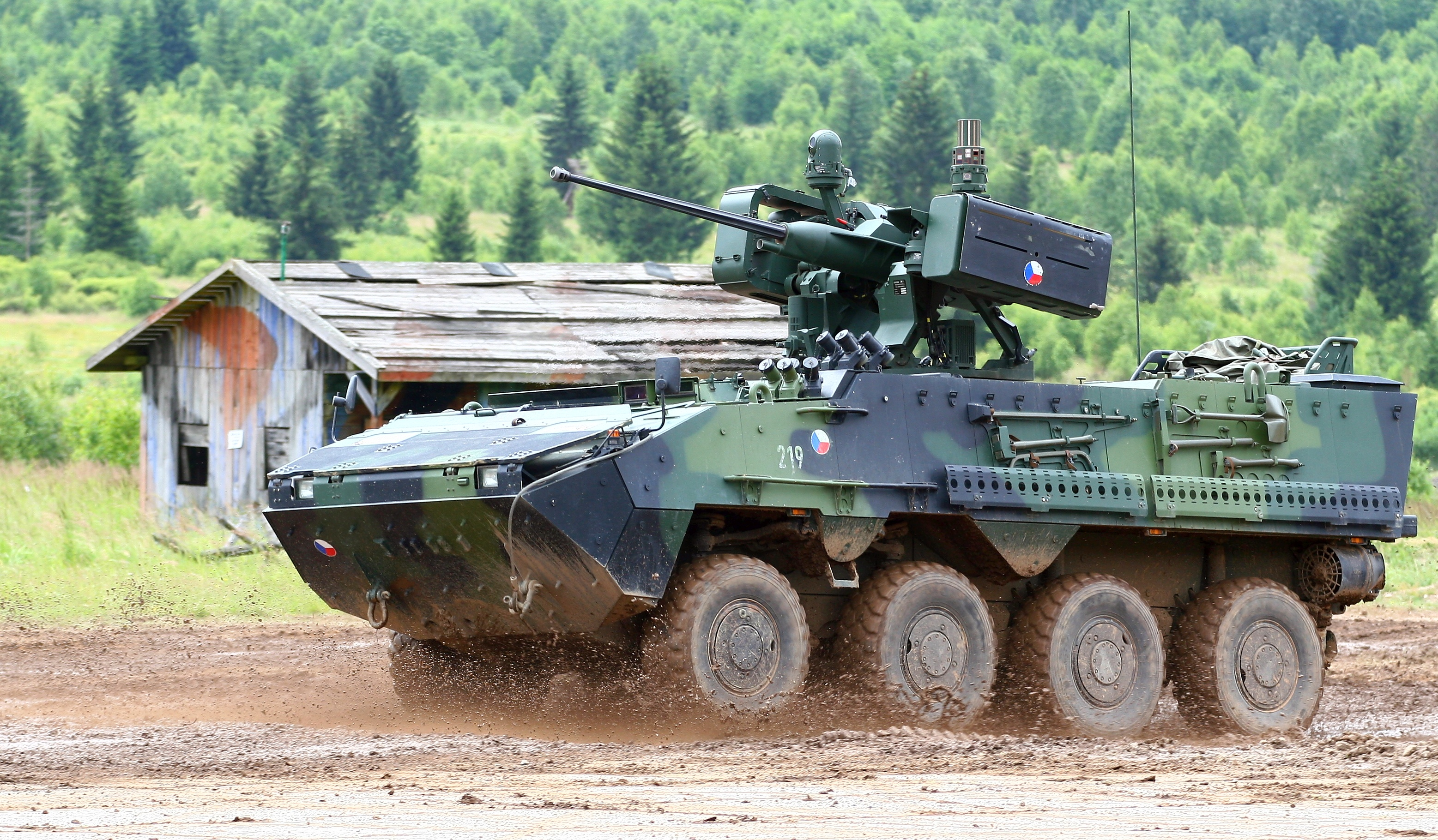
Předmět „kauzy Pandur“ – KBVP Pandur II 8×8 CZ

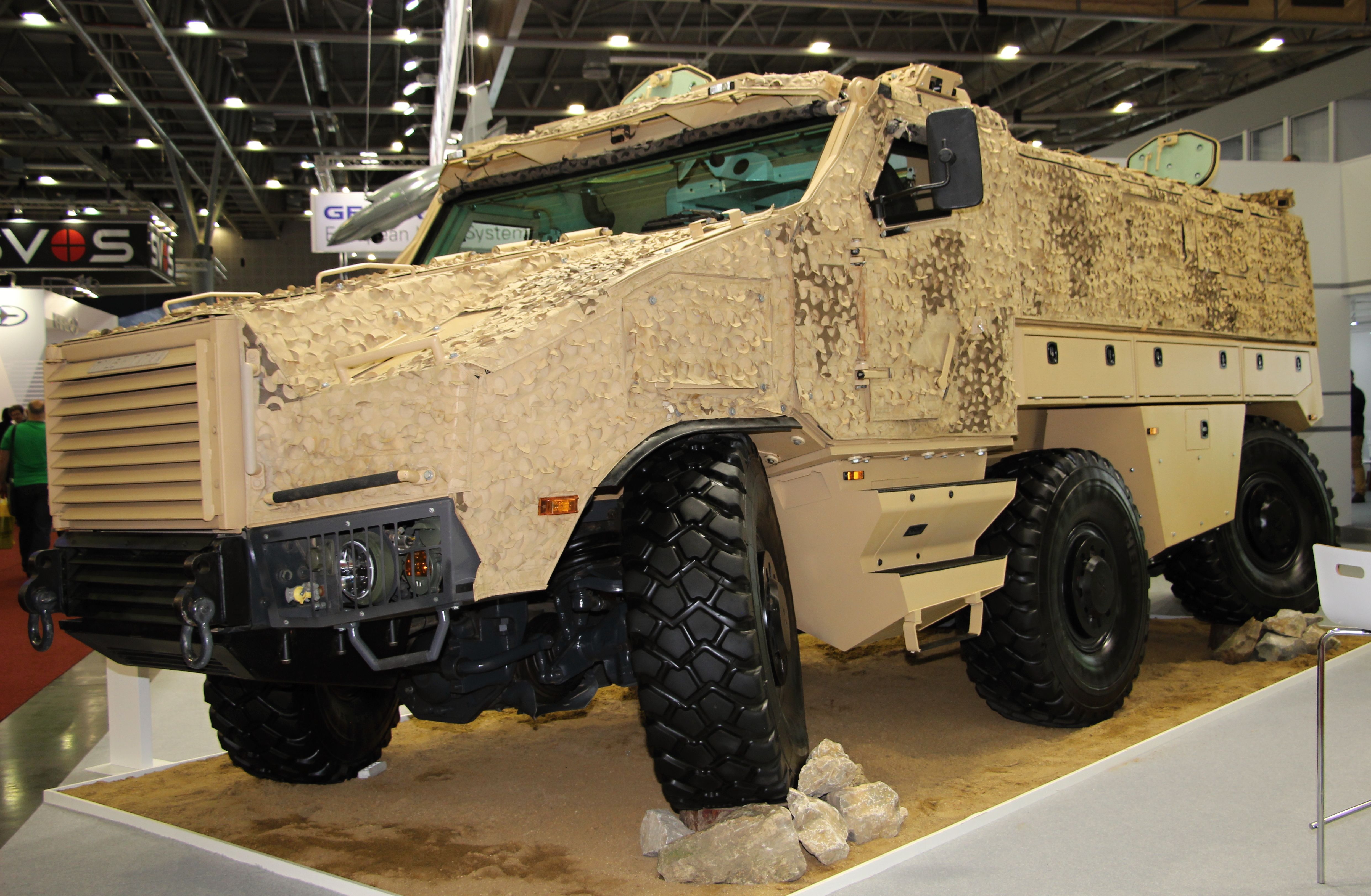
Obrněné vozidlo Titus

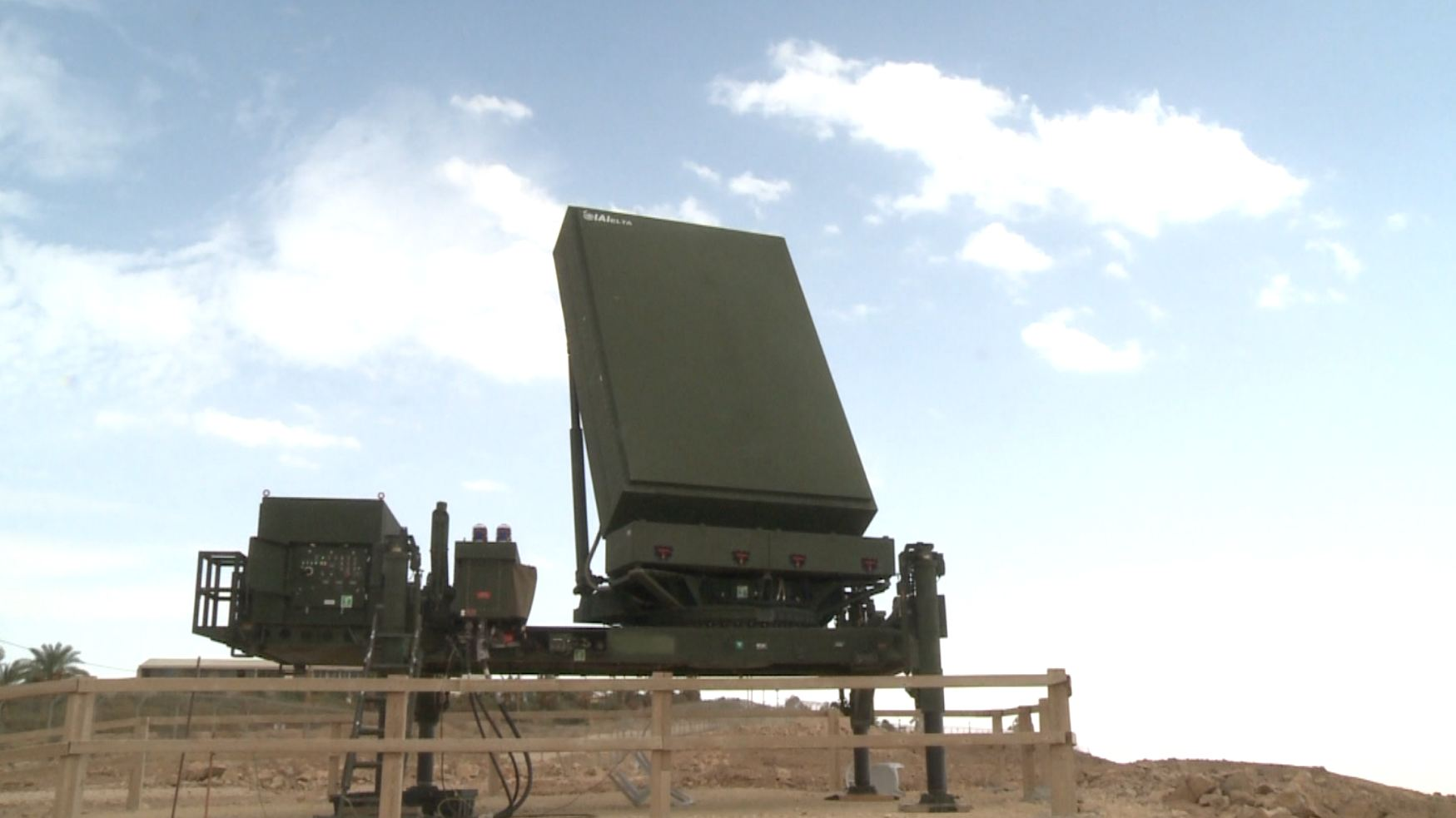
Anténa radaru EL/M-2084

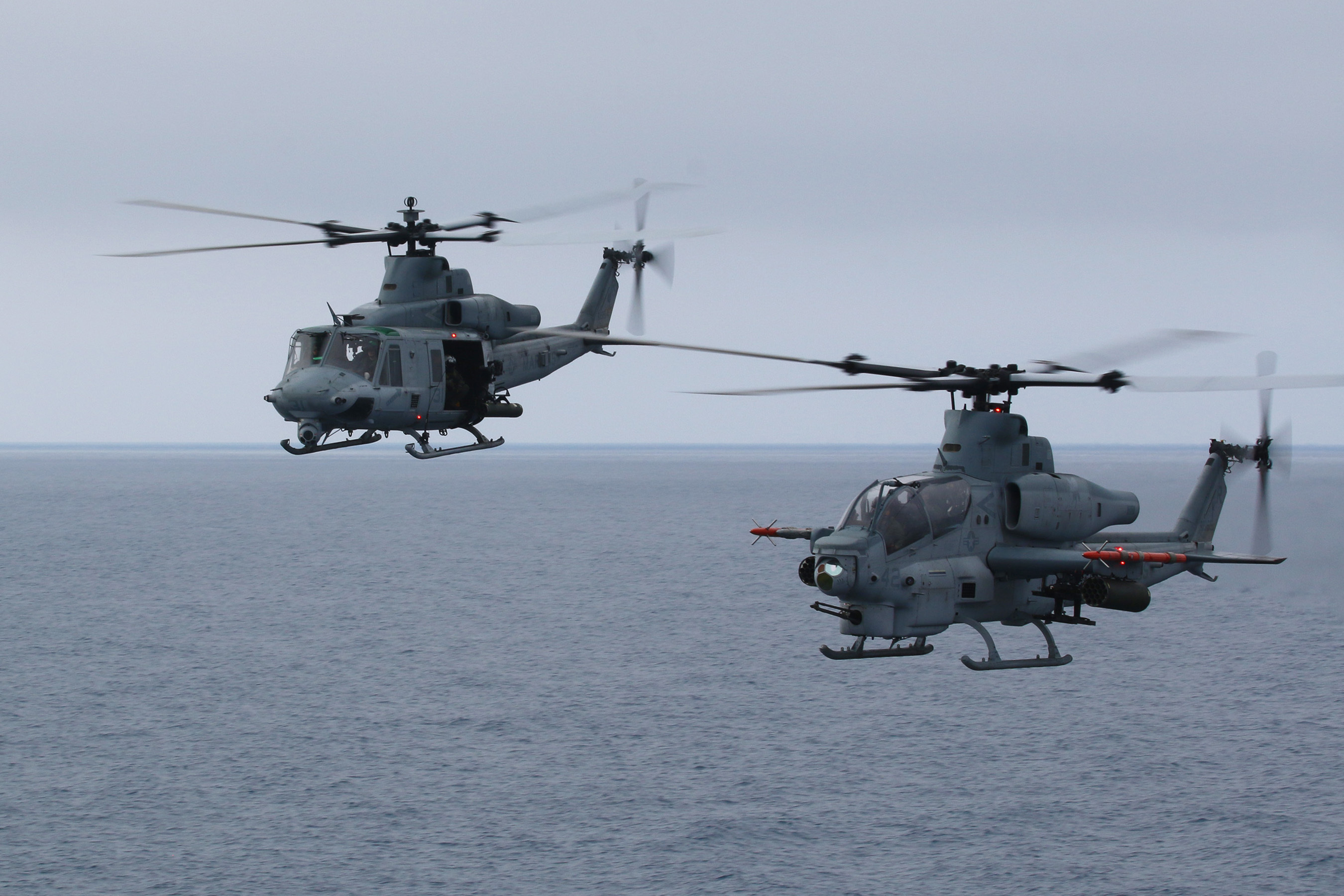
UH-1Y (vlevo) a AH-1Z (vpravo)

Armáda České republiky „zdědila“ výzbroj československé armády, která byla při zániku ČSFR rozdělena většinou v poměru 2:1 mezi Česko a Slovensko. Výjimkou bylo letectvo a protivzdušná obrana, kde u některých zbraňových systémů došlo k dělení jiným způsobem jako např. MiG-29 v poměru 1:1 nebo systémy PVOS S-200 a S-300, kdy každý stát si ponechal jen jeden druh. Redukce početních stavů armády v 90. letech znamenala vyřazení velkého počtu zbraní, materiálu a techniky. V souvislosti se vstupem do NATO v roce 1999 došlo na počátku 21. století k částečné modernizaci arzenálu AČR pořízením nové techniky domácího i zahraničního původu. Některé z těchto akvizic byly spojeny s korupčními či jinými aférami, ať už se jednalo o kauzu obrněných transportérů Pandur a modernizaci tanků T-72 (místo 353 kusů nákladně modernizováno jen 30) nebo pořízení letounů ALCA (většina z 72 objednaných kusů byla dlouhodobě uskladněna a neúspěšně nabízena k prodeji), Gripen a CASA.
Ve spojitosti s ukrajinskou krizí a zhoršením vztahů NATO a Ruska v roce 2014 avizoval ministr obrany Martin Stropnický (ANO) nahrazení radarů, vrtulníků a obrněných vozidel sovětského původu novou technikou, přičemž k zahájení výběrových řízení mělo dojít v roce 2015. Ministerstvo obrany (MO) mělo v plánu nakoupit až 300 obrněných vozidel (v první fázi 62 kusů) Titus za 20 mld. Kč v několika vlnách mezi lety 2019 a 2023. Žádná z uvedených akvizic nebyla za Stropnického působení na MO v letech 2014 až 2017 realizována. Ministryně obrany Karla Šlechtová (za ANO) v květnu 2018 oznámila, že připravovaný nákup radarů a víceúčelových vrtulníků prověřuje policie.
Náčelník Generálního štábu AČR Aleš Opata představil na setkání s novináři dne 18. června 2018 program modernizace Armády České republiky. Do roku 2027 podle něj měla armáda na nákup a modernizaci techniky vynaložit více než 100 miliard korun. Lubomír Metnar, v pořadí třetí ministr obrany za ANO, avizoval podepsání některých strategických zakázek do konce roku 2019.
20. prosince 2023 schválila vláda ČR, nový zásadní dokument pro modernizaci AČR a to Koncepci výstavby Armády ČR 2035 (KVAČR). Podle náčelníka generálního štábu Karla Řehky a ministryně obrany Jany Černochové je koncepce rozdělena na dvě části. První část se zabývá masivní modernizací techniky, zázemí a infrastruktury armády i zvýšením zásob. Tohle vše do konce 20. let 21. stol. Následně druhá část se má zaměřit na integraci nové techniky i výzbroje, modernizovat systém a zajistit životní cyklus nové techniky. Vše do roku 2035. Zároveň v tomto konceptu armáda popisuje několik cílů a jako hlavní prioritu stanovuje nábor nových členů až do hranice 30 tisíc vojáků z povolání a 10 tisíc příslušníků aktivních záloh.

### Dokončené akvizice

#### Vzdušné síly
- 2 transportní letouny CASA C-295MW s termínem dodání 2020–2021; zakázka v hodnotě 2,34 mld. Kč uzavřena 14. prosince 2019 – náhrada dopravních letounů Jak-40.[40]
- 16 přenosných protiletadlových kompletů velmi krátkého dosahu (VSHORAD) RBS 70 NG s termínem dodání 2020 až 2021; zakázka v hodnotě 914 milionů Kč uzavřena 18. prosince 2018 – náhrada samohybných kompletů Strela-10M.[41] V roce 2022 předložila armáda návrh vládě na modernizaci těchto protiletadlových kompletů.[42]
- 8 3D radiolokátorů EL/M-2084 kategorie MADR (Mobile Air Defence Radar) s termínem dodání 2021–2023; zakázka v hodnotě 3,5 miliardy Kč uzavřena 5. prosince 2019 – náhrada radarů P-37, výškoměrů PRV-17 aj.[40] Poslední radiolokátor byl předaný v prosinci roku 2023.[43]

#### Pozemní síly
- 80 speciálních lehkých obrněných vozidel Iveco LMV (S-LOV-CBRN I a S-LOV-CBRN II) s termínem dodání 2020 až 2022; zakázka v hodnotě 5,1 miliardy Kč uzavřena 30. srpna 2018 – náhrada BRDM-2rch (vozidlo radiačního a chemického průzkumu) aj.[44]
- V květnu 2022 oznámil premiér ČR Petr Fiala, že Německo daruje AČR 15 starších tanků Leopard 2 v modifikaci A4 jako náhradu za české tanky T-72 které byly zaslány Ukrajině v rámci podpory v probíhající válce.[45] První kus darovaných tanků Leopard 2A4 si AČR převzala rukou ministryně obrany Jany Černochové 21.12.2022.[46] Poslední čtrnáctý bojový tank byl předán v listopadu 2023. Vyprošťovací vozidlo bude dodáno v průběhu roku 2024.[47]
  - 21. února 2024 Německo nabídlo česku jako dar dalších 14 tanků Leopard 2A4 a vyprošťovací vozidlo Buffel 3 k již dodaným. Dalších 14 tanků přímo od společnosti Rheinmetall se pak na základě nabídky rozhodla v listopadu 2024 vláda pořídit za 3,98 mld. Kč. AČR by tak měla na konci roku 2026 disponovat 42 tanky a 2 vyprošťovacími vozidly.[48][49]
- 62 kolových obrněných vozidel Titus (6 velitelsko-štábních a 36 spojovacích vozidel a 20 vozidel MKPP, tj. místo koordinace palebné podpory) s termínem dodání 2022 až 2024; zakázka v hodnotě 6,072 miliardy Kč uzavřena 21. června 2019 – náhrada zastaralé techniky jednotek 4. brigáda rychlého nasazení.[50] První kus si AČR převzala na veletrhu IDET v Brně 24.5.2023[51] a dodávka byla dokončena 26. června 2024 převzetím posledního vozidla ve verzi KOVVŠ.[52]
- V roce 2019 byla objednána také následující vojenská technika: lehká obrněná vozidla průzkumná (LOV-Pz), mobilní prostředky elektronického boje (EB) STARKOM na podvozcích Tatra 815-7 8×8, 31 těžkých kontejnerových nakladačů T-815 7 MSH-165-SCA, 34 vozidel T-810, 37 vozidel T-815 (valník), atd.[40]
- Automobily Toyota Hilux v celkovém počtu 1600 kusů – náhrada vozidel UAZ-469;[38] Prvních 65 aut si AČR převzala 10.8.2021 na základně ve Štěpánově u Olomouce.[53] Dodávky se uskutečnily v letech 2021–2024.[54][55]

### Realizované akvizice

#### Vzdušné síly
- Vláda ČR schválila 27. září 2023 nákup 24 letounů F-35 Lighting II od americké společnosti Lockheed Martin, které mají nahradit 14 letounů JAS-39 Gripen pronajatých od švédské společnosti Saab. Náklady se odhadují na 150 miliard korun z čehož 106 miliard půjde na pořízení, výcvik a výzbroj a zbývajících 44 miliard na modernizaci letišť, přípravu personálu a nákup paliva. Letouny by do ČR měly postupně přilétat od roku 2031 do roku 2035 a postupně nahrazovat starší švédské stroje. Letouny by měly v letectvu AČR sloužit do roku 2069 respektive až 2082.[56]
- 20 vrtulníků Bell „systému H-1“ (10 víceúčelových UH-1Y a 10 bitevních AH-1Z) s termínem dodání do konce roku 2023; zakázka v hodnotě 17,5 miliardy Kč uzavřena 12. prosince 2019 – náhrada bitevních vrtulníků Mi-24V.[40] 8 vrtulníků – 2 víceúčelové a 6 bitevních získá ČR bezplatně od USA ze zrušené Marine Light Attack Helicopter Squadron 367 na Havaji
  - 26. července 2023 dorazily na základnu vrtulníkového letectva AČR v Náměšti nad Oslavou první dva stroje z této zakázky.[57] Poslední dva nové stroje z původní smlouvy dorazily do ČR 13. června 2024.[58] Osm darovaných by mělo být dodáno v letech 2026 a 2027 po provedení modernizace v hodnotě 3,6 miliardy Kč.[59][60]
- AČR hodlá do roku 2026 16 kusy (4 baterie) systému SPYDER nahradit staré systémy 2K12 Kub z éry Sovětského svazu. Za výše zmíněných 16 systémů zaplatí MO ČR 13,7 mld. Kč. Smlouva na pořízení a 20letou podporu provozu byla podepsána 5. října 2021.[61]
  - První součásti systému dorazily 23.7.2024 do České republiky k integraci.[62]
- Pořízení dvou transportních letounů střední kategorie Embraer C-390 Millennium, jehož významná část se vyrábí v ČR. Dodání prvního se předpokládá v roce 2025, druhého pak v roce 2027.[63][64] Smlouva v celkové hodnotě 11,3 miliardy Kč bez DPH byla podepsána 25. října 2024.[65]

#### Pozemní síly
- V roce 2020 bylo oznámeno, že armáda ČR koupí 52 ks samohybných kolových houfnic CAESAR 8×8 na podvozcích Tatra. Francouzské houfnice v české armádě nahradí samohybné houfnice vz. 77 Dana. Smlouva byla podepsána 30. září 2021. První 4 kusy budou vyrobeny ve Francii, zbylých 48 pak zkompletuje Czechoslovak Group (CSG), která dodá podvozky Tatra a pancéřové kabiny. Dodávky měly proběhnout mezi roky 2024 až 2026. V prosinci 2022 byl podepsán dodatek navyšující počet houfnic o dalších 10 kusů na celkových 62.[66] S přezbrojením se nově počítá v letech 2026 a 2027.[67][68]
- 246 bojových vozidel pěchoty, finální výběr mezi typy ASCOD, CV90 a Lynx – náhrada BVP-2; V roce 2022 španělský GDELS s vozidlem ASCOD a německý Rheinmetall Landsysteme s vozidlem Lynx neodsouhlasili nové podmínky tendru. Ministerstvo obrany tak tendr ukončilo, a po vzoru Slovenska oslovilo přímo švédskou vládu o možných dodávkách pásových obrněnců CV90.[69] V květnu 2023 pak byla podepsána mezivládní smlouva za 59,7 miliardy Kč.[70] Plánované verze:
  - pásové bojové vozidlo pěchoty PBVP,
  - velitelské vozidlo PBV-V,
  - průzkumné vozidlo PBV-Pz,
  - vozidlo dělostřeleckého pozorovatele POV-DP,
  - bojové ženijní vozidlo POV-Ž,
  - zdravotnické vozidlo POV-Zdr,
  - vyprošťovací vozidlo POV-V.[71]

- Pořízení dílenských vozidel na podvozku Tatra 815-7 jako náhrada dosud používaných vozidel na podvozku PV3S a to na základě smlouvy s VTÚ v hodnotě až 10 miliard Kč s termínem dodání 2025 až 2031.[72]
- Nákup až 872 nákladních vozidel Tatra 815-7 ve verzích 6x6 a 8x8 valník a nakladač kontejnerů 8x8. Rámcová smlouva v hodnotě až 13,35 miliardy Kč s minimálním odběrem 98 vozidel, dodávkami nejpozději do roku 2031 a s možností přistoupení dalších smluvních stran byla uzavřena 18. července 2024.[73]

### Plánované akvizice

#### Vzdušné síly
- V roce 2023 se objevily informace o budovaném systému pro informační převahu AČR, který má zajišťovat přesné, kvalitní a moderní informace pro různé úrovně české armády. Má se skládat z moderních dronů, vzducholodí, balonů i satelitů. Pro AČR se má stát hlavním partnerem Izrael, který je považován za jednoho z největších lídrů v informačních technologiích. AČR v rámci tohoto systému vyvíjí několik let atmosférický balon STRATOM a plánuje vývoj kosmické družice GOLEM[74] a systém pro vyhodnocování MODES.[75]
  - Nejblíže je však pořízení bezpilotního letounu HERON 1. V srpnu 2022 oznámilo Ministerstvo obrany ČR, že zahajuje jednání s izraelskou vládou o pořízení tří letounů HERON 1.[76] V červenci 2023 ovšem svůj záměr přehodnotilo a oznámilo, že místo tří dronů střední kategorie chce 200 menších.[77]
- Armáda plánuje pořízení tří bezpilotních vrtulníků SkySpotter 151 od české firmy Modelárna LIAZ (panuje zde ovšem kontroverze ohledně napojení české firmy na běloruskou firmu Indela)[78]
- Po upřesnění svých požadavků oznámila AČR že prozatím upouští od nakoupení bezpilotních letadel II. a III. kategorie a zatím se zaměří na nákup dronů I. kategorie v počtu okolo 200.[79] Jedná se tak o pozastavení příprav na nákup letounů HERON 1 izraelské firmy IAI, který nebude nahrazen ani uvažovanými tureckými drony Bayraktar nebo americkými Grey Eagle.[80] Jako nový kandidát se ovšem objevuje izraelská firma Elbit Systems se širokou rodinou bezpilotních prostředků HERMES a Silver Arrow. Firma disponuje řadou bezpilotních prostředků různé váhy a specifikací. Taktéž jejích letoun Elbit Skylark I. je již ve výzbroji AČR.
- Armáda také představila ve svém plánu koncepce výstavby armády ČR do roku 2035 (KVAČR) plán zakoupit několik středně těžkých dopravních vrtulníků.[81] Jako jeden z předních adeptů se objevily americké vrtulníky CH-47 Chinook s tandemovým uspořádáním dvou nosných rotorů.[82]
- Pořízení 24 vozidel MARS se systémy RBS 70NG (3 baterie) a 8 přenosných kompletů RBS 70NG (1 baterie) v předpokládané hodnotě 4,2 mld. Kč bez DPH. Podpis smlouvy se předpokládá v červenci 2025.[83][84]

#### Pozemní síly
- V roce 2018 padl požadavek na pořízení 62 samohybných minometů jako náhrada za dosluhující ShM vz. 85 PRÁM-S.[38] V roce 2022 se objevili první zprávy o možných typech které by mohli mezi lety 2023 až 2025 modernizovat mechanizované prapory AČR.[85] V roce 2023 se poté ujasnilo že nový samohybný minomet bude mít kolový podvozek 8×8 a jednu hlaveň ráže 120 mm. Armádě tedy zbývá vybrat jakou konfiguraci věže a podvozkové platformy vybere. Jako pravděpodobný adept podvozkové platformy se jeví Pandur či Titus, které AČR již využívá.[86] V rámci KVAČR2035 se nově počítá s pořízením 74 kusů, ale realizace byla odložena do období po roce 2030.[67]
- Náhrada pontonové mostní soustavy a mostů AM-50 pro zajištění mobility nově pořizované techniky. Předpokládaná realizace v letech 2025 až 2028.[67]
- Pořízení vozidel s balistickou ochranou pro potřeby ženijního vojska na univerzální kolové platformě s předpokládanou postupnou realizací v letech 2025 až 2031.[67]
- Plánovaný nákup až 77 tanků Leopard 2A8 jako náhrada dosluhujících tanků T-72 sovětské konstrukce.[87] Armáda si bude chtít nové tanky pořídit v 6 různých modifikacích.[88]
- Pořízení kolových nosičů pro mosty Leguan v souvislosti s pořízením tanků Leopard 2. Mělo by jít o náhradu mostních automobilů AM-50.[89]
- Armáda má také v plánu nákup až 159 lehkých bojových vozidel. Především pro výsadkáře z Chrudimské základny.[90] V druhé polovině roku 2023 se však vyskytly problémy a nákupy pozastavil antimonopolní úřad.[91] Načež byla později zakázka zrušena, ale potřeba nových vozidel zůstala.[92] Nově se s pořízením počítá až po roce 2030.[67]
- Nákup nových vozidel KBVP pro transformovaný 44. mechanizovaný prapor v letech 2027 až 2023.[67]
  - Podle aktuálních informací (leden 2025) se AČR rozhodla nemodernizovat stávajících 107 vozidel Pandur II ani prozatím nepřikupovat modernější verze stejného výrobce. Místo toho oslovila pět výrobců z Evropy a USA, kteří budou soutěžit o zakázku na nové kolové bojové vozidlo pro armádu. V nové soutěži se utkají vozidla Pandur EVO 8x8 (ČR), AMVXP (Finsko), Piranha (USA/Evropa), Stryker (USA) a Boxer (Německo).[93]

## Zahraniční mise

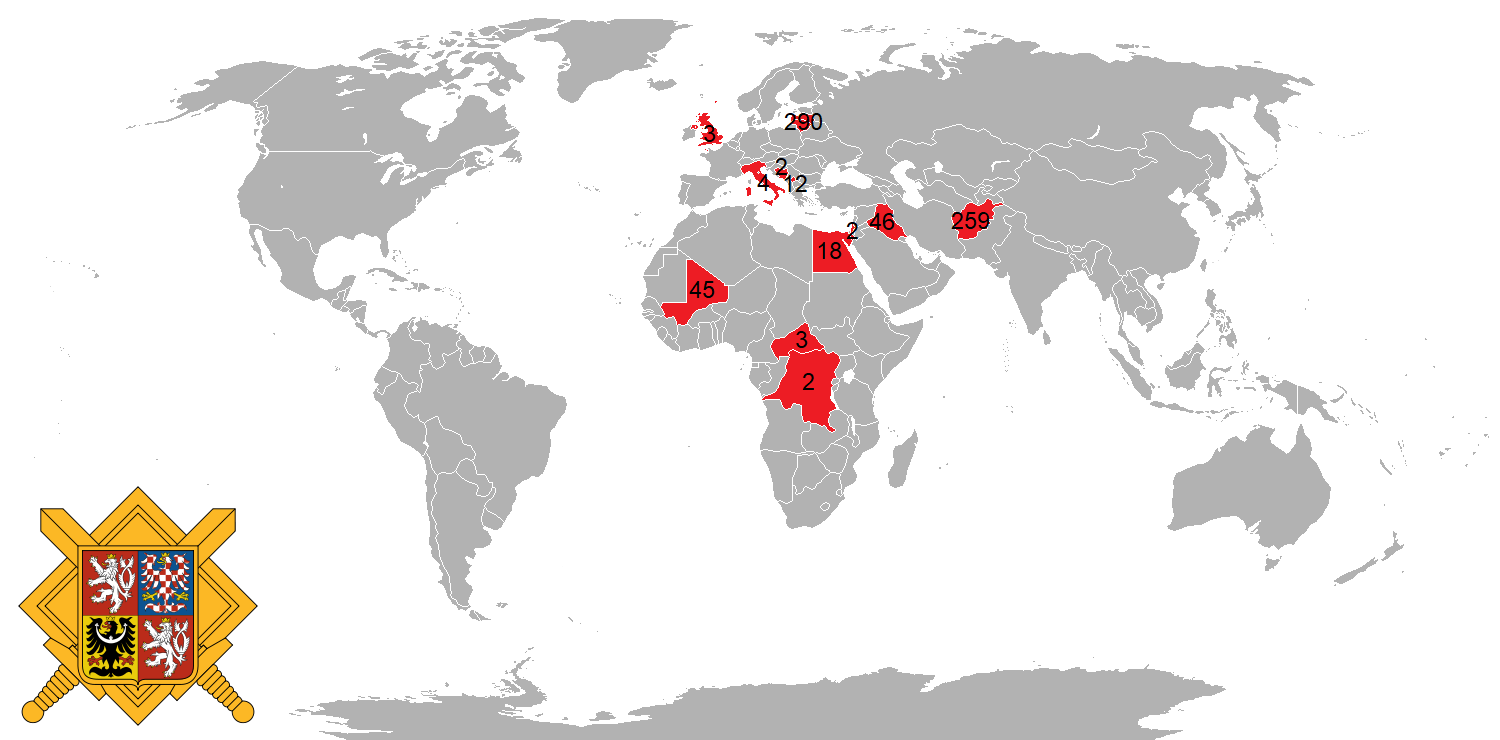
Mapa zahraničních misí Armády České republiky s údaji o počtu nasazených vojáků platnými v polovině roku 2018

Zahraniční nasazení Armády České republiky definuje zejména zákon č. 219/1999 Sb., o ozbrojených silách České republiky. Kromě paragrafu 9, který mimo jiné hovoří o úkolech vyplývajících z mezinárodních smluvních závazků České republiky o společné obraně proti napadení, se jedná především o paragraf 10 s názvem Mezinárodní spolupráce, který uvádí například spolupráci s cizími ozbrojenými silami na základě mezinárodních smluv ve prospěch míru a bezpečnosti, a to zejména účastí na operacích na podporu a udržení míru, záchranných a humanitárních akcích.
Čeští vojáci se účastní zahraničních operací na základě smluvních závazků k mezinárodním organizacím, jichž je Česká republika členem, a to především v rámci OSN, NATO, EU nebo OBSE, případně na bázi bilaterálních dohod. V závislosti na mandátu dané mise armáda vysílá do zahraničí nejen vojenské pozorovatele, poradní a výcvikové týmy či polní nemocnice, ale i bojové jednotky pozemních či speciálních sil a úkolová uskupení vzdušných sil. Schvalování zahraničních misí je v kompetenci obou komor Parlamentu České republiky.

### Afghánistán

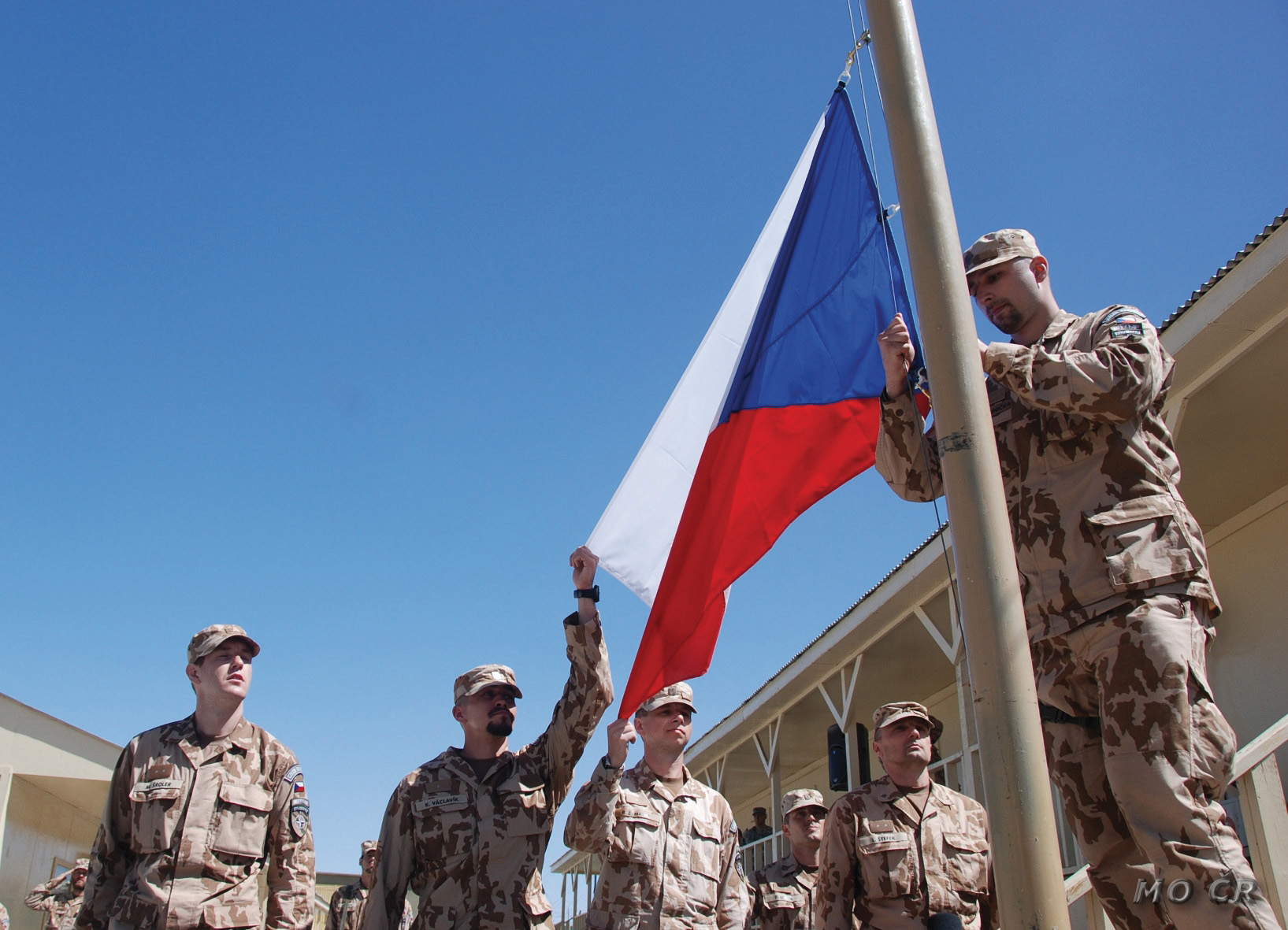
Čeští vojáci v Afghánistánu

Úkolové uskupení AČR Resolute Support Mission; 245 vojáků (k 3. 5. 2018).
- velitelství ÚU AČR RSM
- jednotka AAT (Air Advisory Team) – letecký poradní tým na letišti Kábul; výcvik, poradenství a výuka příslušníků afghánského letectva
- strážní rota BAF (Bagram Air Field) – bezpečnostní opatření v severní části bezpečnostní zóny letiště Bagrám
- skupina Nasaditelného spojovacího modulu (DCM-B) – tým specialistů v oblasti komunikačních technologií
- zastoupení na velitelstvích Resolute Support Mission

Jednotka Vojenské policie KAMBA; 14 vojáků (v roce 2017). Ochrana a obrana objektu zastupitelského úřadu České republiky v Kábulu (ZÚ ČR) a osobní ochrana příslušníků diplomatické mise při jejich výjezdech mimo ZÚ ČR.

### Kosovo

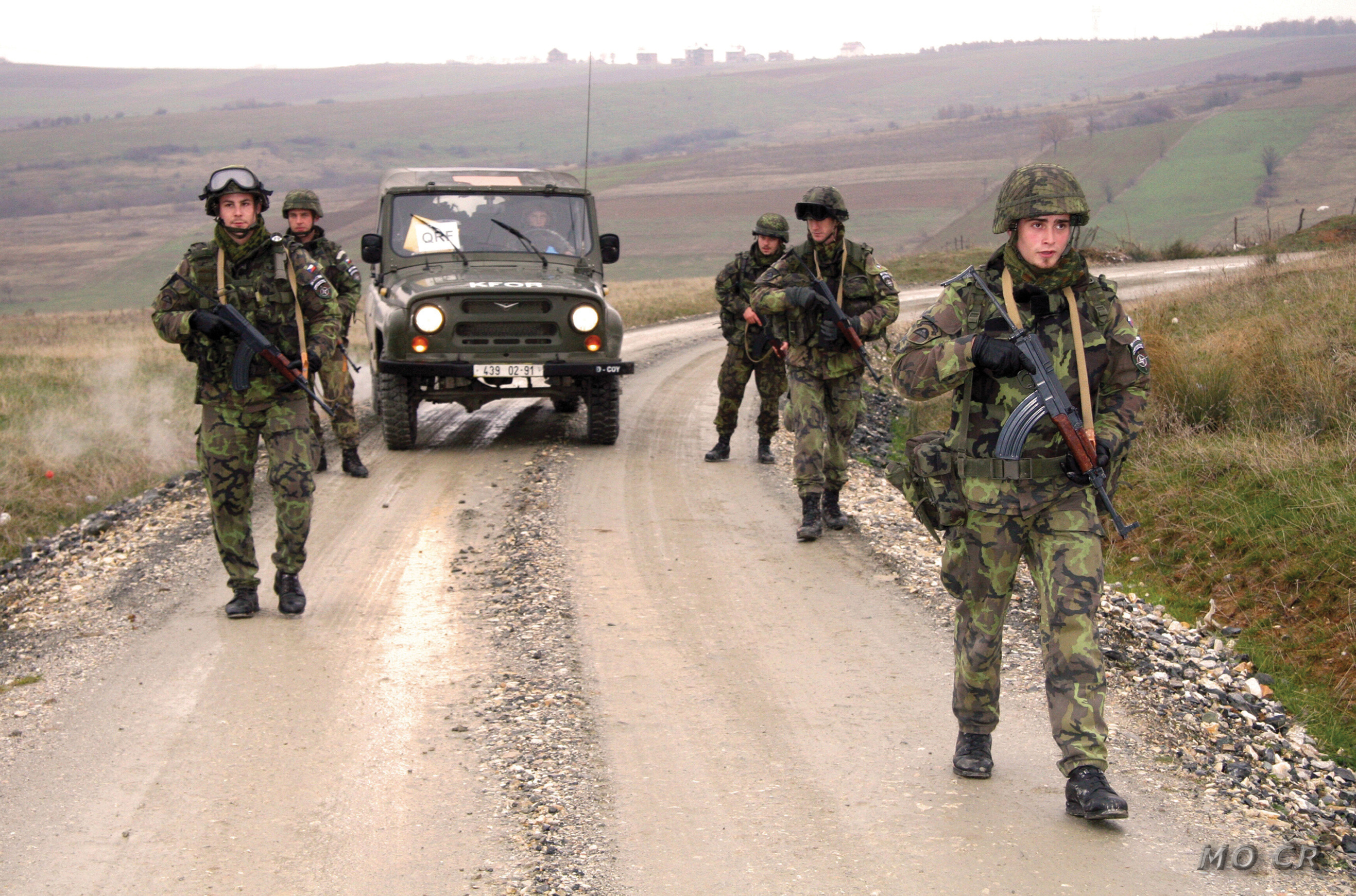
Čeští vojáci v Kosovu

Úkolové uskupení HQ KFOR; 10 vojáků (k 3. 5. 2018). Skupina se podílí na plnění operačního úkolu na velitelství KFOR.
2 pozorovatelé v rámci mise OSN v Kosovu UMNIK.

### Pobaltí
NATO Enhanced Forward Presence (eFP), tj. rozšířená předsunutá přítomnost Severoatlantické aliance.
- Bojové uskupení pod velením Kanady na území Lotyšska: minometná četa 71. mechanizovaného praporu; až 60 vojáků.
- Bojové uskupení pod velením Německa na území Litvy: rotní úkolové uskupení (rÚU) na bázi mechanizované roty s obrněnými vozidly Pandur II 41. mechanizovaného praporu, posílené o ženijní četu, logistickou jednotku a zdravotnický prvek; až 230 vojáků.[99]

### Mise v rámci EU
EUFOR – operace Althea; 2 vojáci (k 3. 5. 2018). Výcvik a rozvoj schopností ozbrojených sil Bosny a Hercegoviny.
EU NAVFOR SOMALIA – operace Atalanta; 3 vojáci (k 3. 5. 2018) na velitelství a zpravodajském oddělení ve Spojeném království.
EU NAVFOR MED – operace Sophia; 4 vojáci (k 3. 5. 2018): 2 na operačním velitelství v Římě a 2 na lodi San Giusto. Cílem operace je rozbití operačního modelu převaděčů a obchodníků s lidmi ve Středomoří.

### Mali

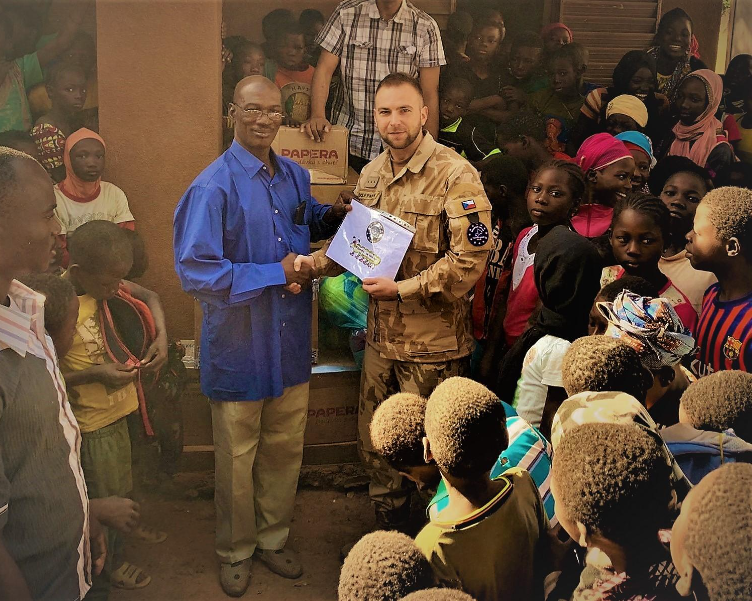
Civilně-vojenská spolupráce (CIMIC) v Mali

3 pozorovatelé v rámci mise OSN v Mali – MINUSMA.
Úkolové uskupení AČR v rámci EUTM Mali; 42 vojáků (v roce 2017). Pomoc při výstavbě a výcviku malijské armády proti islamistickým radikálům.

### Irák
Letecký poradní tým; 30 vojáků (k 3. 5. 2018). Poradní a mentorovací činnost při výcviku personálu letounů L-159 ALCA iráckých vzdušných sil.
Chemická jednotka; 12 vojáků (k 3. 5. 2018). Poradní a mentorovací činnost při výcviku specialistů chemického vojska irácké armády v oblasti ochrany proti ZHN.
Vojenská policie; 4 vojáci (v roce 2017). Poradenská a výcviková činnost pro irácké bezpečnostní síly.

### Egypt
Úkolové uskupení AČR MFO Sinaj

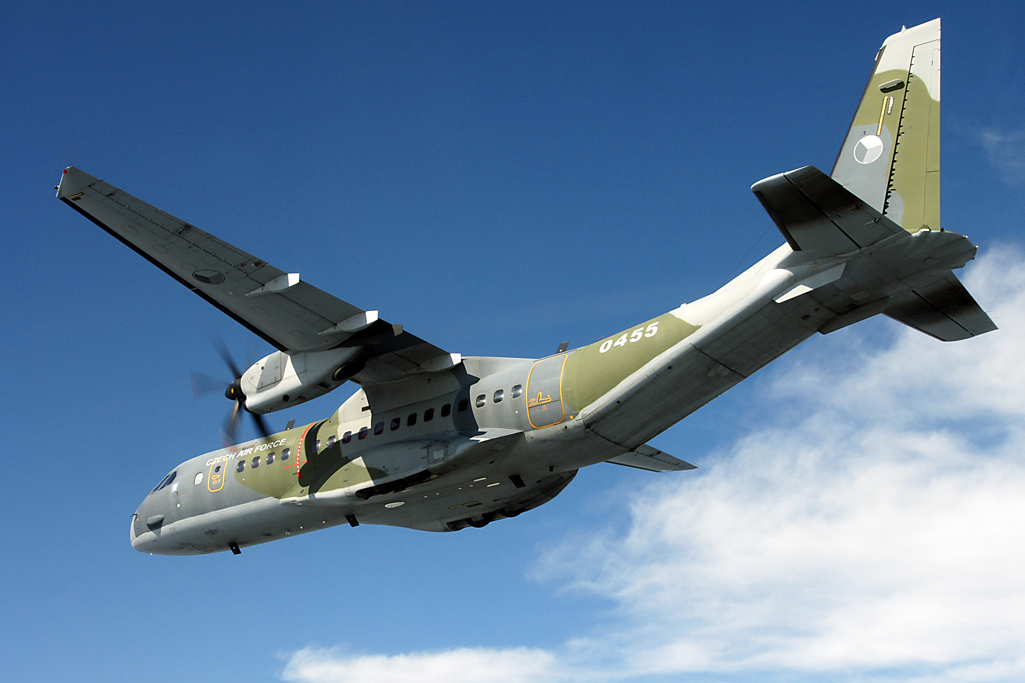
CASA C-295M českého letectva

- velitelství MFO; 3 vojáci (v roce 2017). MFO je mezinárodní organizace dohlížející na dodržování podmínek mírové dohody mezi Egyptem a Izraelem.
- letecká jednotka; 15 vojáků a 1 letoun CASA C-295M (v roce 2017). Monitorování situace nad egyptsko-izraelskou hranicí a zajištění letecké přepravy pro MFO.[108]

### Izrael
2 pozorovatelé v rámci mise OSN UNDOF na místě dočasného velitelství mise v CAMP ZIOUHANI.

### Středoafrická republika
3 pozorovatelé v rámci mise OSN ve Středoafrické republice – MINUSCA.

### Demokratická republika Kongo
2 pozorovatelé v rámci mise OSN v Demokratické republice Kongo – MONUSCO.

## Historie misí
Vojenské a mírové operace a mise, kterých se účastnila Armáda České republiky.

### Mise NATO
| název                       | popis                                                    | kde                             | počet  | kdy                        |
| --------------------------- | -------------------------------------------------------- | ------------------------------- | ------ | -------------------------- |
| UNPROFOR                    | mírová operace                                           | Srbská Krajina                  | 2250   | 1993 – 01/1996             |
| IFOR, SFOR, SFOR II         | mírová operace                                           | Bosna a Hercegovina, Chorvatsko | 6300   | 1996 – 12/2001             |
| AFOR                        | 6. polní nemocnice                                       | Albánie + Turecko               | 100    | 1999                       |
| KFOR                        | mírová operace                                           | Kosovo                          | 980    | 1999 – 2/2002              |
| Operace Essential Harvest   | mírová operace                                           | Makedonie                       | 120    | 8–10/2001                  |
| KFOR                        | Česko-slovenský prapor                                   | Kosovo                          | 550    | 2/2002 – 2011              |
| KFOR                        | brigáda a úkolové uskupení Střed                         | Kosovo                          | 1438   | 2005                       |
| SFOR                        | velitelství + civilní spolupráce                         | Bosna a Hercegovina             | 42     | 2002 – 12/2004             |
| operace Trvalá svoboda      | protiteroristická operace                                | Kuvajt                          | 612    | 3/2002 – 6/2003            |
| ISAF                        | mírová operace – (6. a 11. polní nemocnice)              | Afghánistán                     | 269    | 4/2002 – 1/2003            |
| ISAF                        | polní chirurgický tým                                    | Afghánistán                     | 11     | 1/2003 – 4/2003            |
| IZ SFOR                     | kontingent 7. polní nemocnice                            | Irák, Basra                     | 526    | 4/2003 – 12/2003           |
| IZ SFOR (MNF – I)           | kontingent Vojenské policie                              | Irák, Shaibah                   | 1273   | 12/2003 – 12/2006          |
| ISAF EOD + meteo            | Letiště Kábul                                            | Afghánistán                     | 350    | od 3/2004 – 3/2007         |
| Operace Trvalá svoboda      | 601. skss                                                | Afghánistán                     | 120    | 3–8/2004                   |
| WINTER RACE                 | Humanitární operace NATO v Pákistánu                     | Pákistán                        | 29     | 8. 10. 2005 – 10. 1. 2006  |
| Operace Trvalá svoboda      | 601. skss                                                | Afghánistán                     | 120    |                            |
| MNF I                       | Operace koalice mnohonárodních sil – Irák                | Irák                            | 423    | 3/2003 – 12/2008           |
| KAIA – ISAF                 | Polní nemocnice na kábulském mezinárodním letišti KAIA   | Afghánistán                     | 110    | 4/2007 – 19. 12. 2008      |
| NTM-I                       | Výcviková mise NATO v Iráku                              | Irák                            | 4      | 3/2003 – 28. 2. 2009       |
| Mise ISAF Uruzgán           | Ochrana a obrana obvodu nizozemské základny Camp Hadrian | Afghánistán                     | 200    | do 20. 3. 2009             |
| Baltic Air Policing 2009    | Vzdušné síly AČR                                         | Litva                           | 2 · 75 | 1. 6. 2009 – 1. 9. 2009    |
| Baltic Air Policing 2012    | Vzdušné síly AČR                                         | Litva                           |        | 1. 9. 2012 – 3. 1. 2013    |
| Icelandic Air Policing 2014 | Vzdušné síly AČR                                         | Island                          |        | 10. 10. 2014 – 3. 12. 2014 |
| Rozhodná podpora            |                                                          | Afghánistán                     |        | 1. ledna 2015–2021         |
| Icelandic Air Policing 2016 | Vzdušné síly AČR                                         | Island                          |        | říjen 2016                 |

### Mise EU
| název                | popis      | kde                 | počet | kdy                       |
| -------------------- | ---------- | ------------------- | ----- | ------------------------- |
| CONCORDIA            | operace EU | Makedonie           | 2     | 4/2003 – 12/2003          |
| Althea               | 601. skss  | Bosna a Hercegovina | 400   | 2. 12. 2004 – 26. 6. 2008 |
| EUFOR – Čad          |            | Čad                 | 2     | 25. 9. 2007 – 15. 3. 2009 |
| Althea               |            | Bosna a Hercegovina | 2     |                           |
| NAVFOR ATALANTA      |            | Spojené království  | 3     |                           |
| NAVFOR MEDITERRANEAN |            | Itálie              | 5     |                           |
| EUTM–M               |            | Mali                | 42    |                           |

### Mise OSN
| název    | popis                  | kde                            | počet | kdy                       |
| -------- | ---------------------- | ------------------------------ | ----- | ------------------------- |
| UNGCI    | humanitární operace    | Irák                           | 320   | 1991–2003                 |
| UNSCOM   |                        | Irák                           |       | 1991–1993                 |
| UNPROFOR | mírová mise            | země bývalé Jugoslávie         | 2250  | 1992–1996                 |
| UNOMOZ   |                        | Mosambik                       |       | 1993–1995                 |
| UNOMIL   |                        | Libérie                        |       | 1993–1997                 |
| UNOMIG   |                        | Gruzie                         |       | 1994–2009                 |
| UNCRO    | mírová mise            | Chorvatsko – Krajina           | 750   | 3/1995–1/1996             |
| UNPREDEP |                        | Makedonie                      |       | 1995–1999                 |
| UNTAES   | mise – polní nemocnice | Chorvatsko – Východní Slavonie | 100   | 1/1996–1/1998             |
| UNMOP    |                        | Chorvatsko                     |       | 1994–2002                 |
| UNMOT    |                        | Tádžikistán                    |       | 1994–2000                 |
| UNMIK    |                        | Kosovo                         |       | 1999–dosud                |
| UNAMSIL  |                        | Sierra Leone                   |       | 1999–2005                 |
| MONUSCO  |                        | Demokratická republika Kongo   |       | 2000–dosud                |
| UNMEE    |                        | Etiopie a Eritrea              |       | 2001–2008                 |
| UNMIL    |                        | Libérie                        |       | 2003–2008                 |
| UNAMA    |                        | Afghánistán                    |       | 2008–2017                 |
| UNSMIS   |                        | Sýrie                          | 3     | 16. 5. 2012 – 16. 6. 2012 |

### Mise OBSE
| název | popis                       | kde                 | počet | kdy       |
| ----- | --------------------------- | ------------------- | ----- | --------- |
| OBSE  |                             | Gruzie              |       | 1994–2005 |
| OBSE  |                             | Moldavsko           |       | 1997      |
| OBSE  |                             | Náhorní Karabach    |       | 1995–2001 |
| OBSE  |                             | Bosna a Hercegovina |       | 1996–2001 |
| OBSE  |                             | Chorvatsko          |       | 1997–2001 |
| OBSE  |                             | Čečensko            |       | 1998–2001 |
| OBSE  |                             | Albánie             |       | 1999–2001 |
| KVM   | Kosovo Verification Mission | Kosovo              |       | 1999      |
| OBSE  |                             | Kosovo              |       | 1999–2000 |

### Ostatní mise
| název                                                     | popis                                 | kde                 | počet | kdy                       |
| --------------------------------------------------------- | ------------------------------------- | ------------------- | ----- | ------------------------- |
| DK NS                                                     | Neutral Nations Supervisory Commision | Korejský poloostrov |       | 1954–1993                 |
| MAPEXT-ZEU                                                |                                       | Albánie             |       | 1998–2001                 |
| Nouzový stav ve Slovenské republice (krize zdravotnictví) | vojenští lékaři                       | Slovensko           | 29    | 3. 12. 2011 – 7. 12. 2011 |
| Úkolové uskupení AČR MFO SINAJ                            |                                       | Egypt               |       | 2009–dosud                |
| Letecký poradní tým Irák                                  |                                       | Irák                |       |                           |
| Polní chirurgický tým Irák                                |                                       | Irák                |       | 8. 12. 2016 – 7. 6. 2017  |
| Výcviková jednotka VP Irák                                |                                       | Irák                |       | 9/2017–dosud              |

## Uniformy
Armáda České republiky používá následujících stejnokrojů:
- Stejnokroj 95
- Večerní stejnokroj 97
- Večerní stejnokroj 2008
- Vycházkový stejnokroj 97
- Služební stejnokroj 97
- Letní stejnokroj 2005
- Letní stejnokroj 95
- Stejnokroj Vojenské policie
- Pracovní a speciální obleky

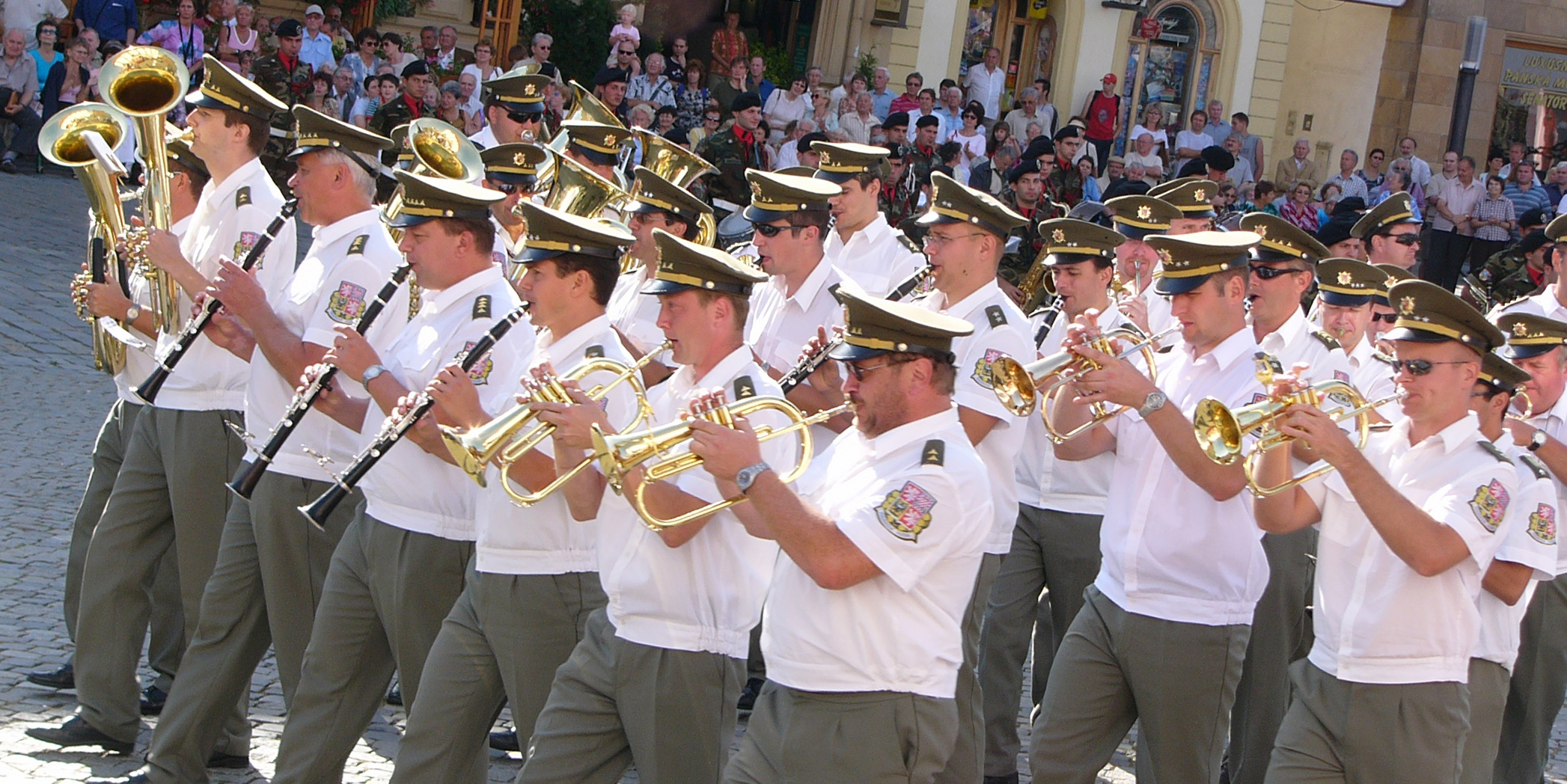
Posádková hudba Olomouc ve vycházkovém stejnokroji 97 s bundokošilí 97 pro hudebníky
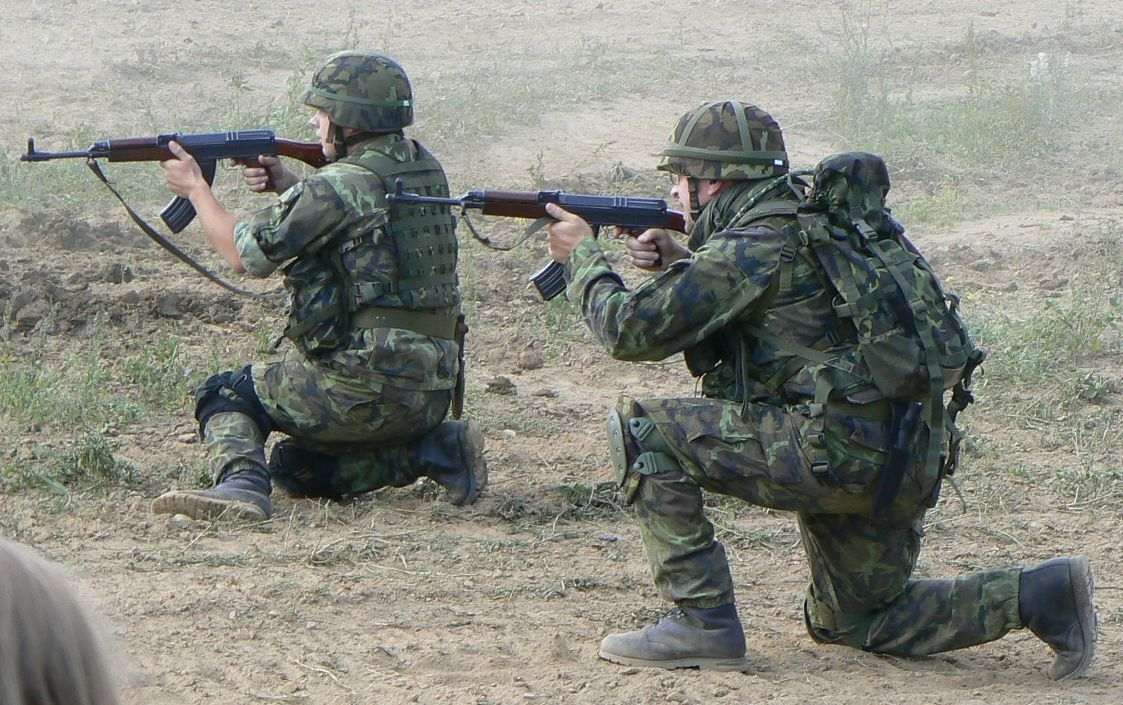
Příslušníci Aktivní zálohy AČR ve stejnokroji 95
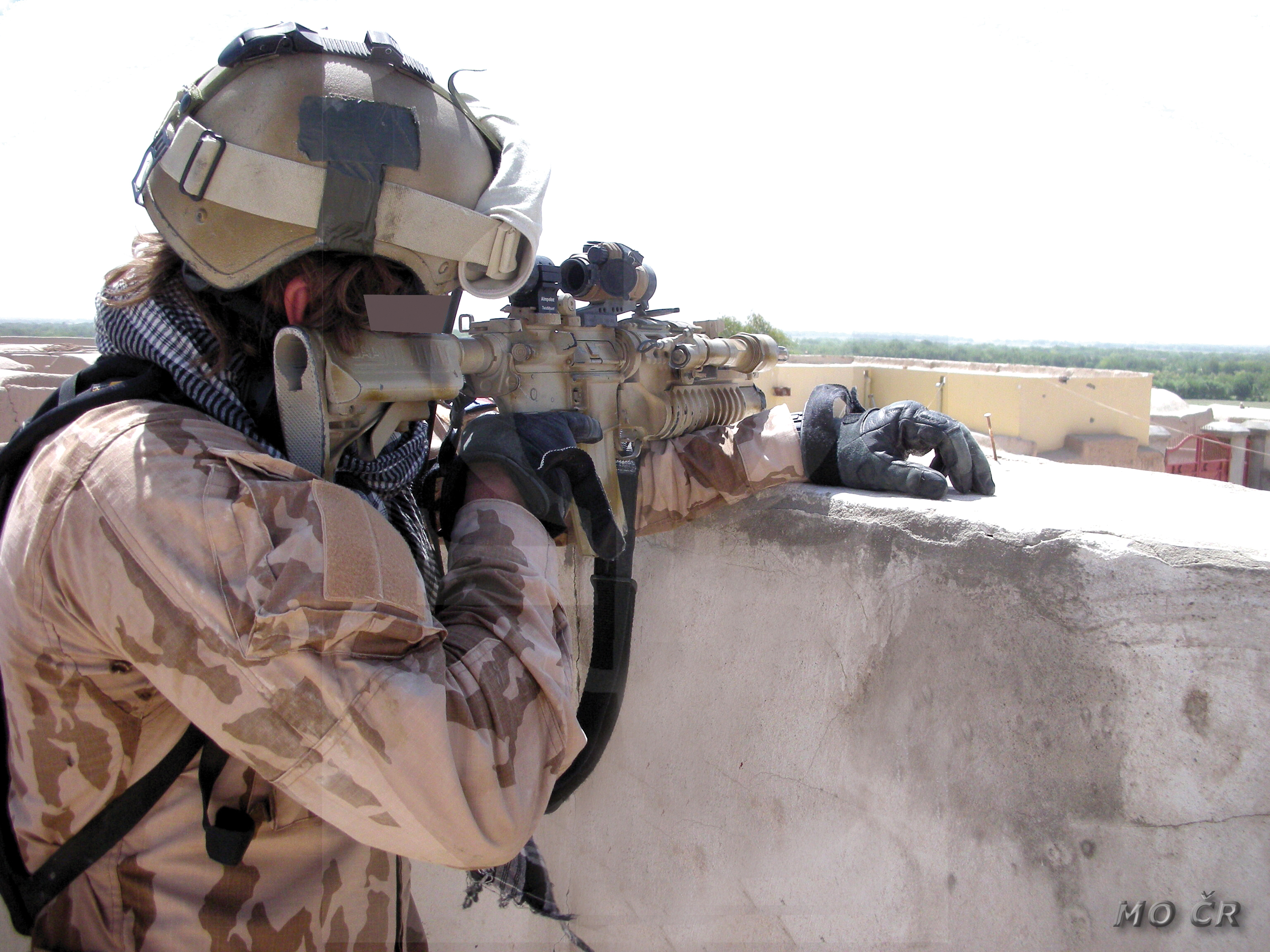
Český voják v Afghánistánu v letním stejnokroji 95

## Hodnosti
Postavení vojáků upravuje zákon o ozbrojených silách České republiky a na něj navazující zákony. Od 1. ledna 2011 se vojáci člení do hodnostních sborů podle hodnosti následujícím způsobem:
| Hodnostní sbor mužstvo: - vojín - svobodník Hodnostní sbor poddůstojníci: - desátník - četař - rotný Hodnostní sbor praporčíci: - rotmistr - nadrotmistr - praporčík - nadpraporčík - štábní praporčík | Hodnostní sbor nižší důstojníci: - poručík - nadporučík - kapitán Hodnostní sbor vyšší důstojníci: - major - podplukovník - plukovník Hodnostní sbor generálové: - brigádní generál - generálmajor - generálporučík - armádní generál |

Téhož roku bylo rovněž upraveno hodnostní označení na výložkách.

### Mužstvo, poddůstojníci a praporčíci
|              | Mužstvo | Mužstvo   | Poddůstojníci | Poddůstojníci | Poddůstojníci | Praporčíci | Praporčíci  | Praporčíci | Praporčíci   | Praporčíci       |
| ------------ | ------- | --------- | ------------- | ------------- | ------------- | ---------- | ----------- | ---------- | ------------ | ---------------- |
| Pozemní síly |         |           |               |               |               |            |             |            |              |                  |
| Vzdušné síly |         |           |               |               |               |            |             |            |              |                  |
| Název        | vojín   | svobodník | desátník      | četař         | rotný         | rotmistr   | nadrotmistr | praporčík  | nadpraporčík | štábní praporčík |
| Kód NATO     | OR-1    | OR-1      | OR-2          | OR-3          | OR-4          | OR-5       | OR-6        | OR-7       | OR-8         | OR-9             |

### Důstojníci a generálové
|              | Nižší důstojníci | Nižší důstojníci | Nižší důstojníci | Vyšší důstojníci | Vyšší důstojníci | Vyšší důstojníci | Generálové       | Generálové   | Generálové     | Generálové      |
| ------------ | ---------------- | ---------------- | ---------------- | ---------------- | ---------------- | ---------------- | ---------------- | ------------ | -------------- | --------------- |
| Pozemní síly |                  |                  |                  |                  |                  |                  |                  |              |                |                 |
| Vzdušné síly |                  |                  |                  |                  |                  |                  |                  |              |                |                 |
| Název        | poručík          | nadporučík       | kapitán          | major            | podplukovník     | plukovník        | brigádní generál | generálmajor | generálporučík | armádní generál |
| Kód NATO     | OF-1             | OF-1             | OF-2             | OF-3             | OF-4             | OF-5             | OF-6             | OF-7         | OF-8           | OF-9            |

## Veřejné zakázky

### Pandur
V únoru 2010 česká média začala spekulovat o nejasnostech a možné korupci ohledně výběrového řízení na nákup obrněných transportérů pro Armádu ČR. Vyšlo najevo, že výrobce Pandurů, rakouská firma Steyr-Daimler-Puch Spezialfahrzeug (součást General Dynamics), uzavřela tajnou smlouvu s lobbistou Janem Vlčkem, který měl zajistit kontakt mezi firmou a českými politiky. Rakouská firma byla ochotna vyplatit lobbistům za jejich služby provizi ve výši 7 % ceny zakázky (cca 1,4 miliardy Kč). Českou republiku vyšlo jedno obrněné vozidlo Pandur údajně na 134 milionů Kč, přičemž Portugalsko ve stejné době mělo platit pouze cca 40 milionů korun za jedno vozidlo.
Ministerstvo obrany následně vydalo dne 15. února 2010 tiskové prohlášení, ve kterém reaguje na informace uváděné v médiích. Uvádí například, že srovnání ceny českých a portugalských vozidel je ovlivněno výbavou různých verzí. Pozemní síly AČR obdrží celkem 107 Pandurů, z nichž bude 99 vozidel (tj. 93 %) ve verzi s dálkově ovládanou věží. Na druhou stranu portugalská armáda objednala 260 Pandurů, z nichž je pouze 32 vozidel (tj. 12 %) vyzbrojeno podobným systémem. Cena věžového kompletu přitom podle AČR činí až 40 % ceny celého vozidla. Nepoměr uváděných cen měl dále vzniknout nezapočítáním DPH v případě portugalské objednávky, což představuje 20 % rozdíl. Portugalský kontrakt rovněž nezahrnoval náklady na logistickou podporu, učebně výcvikovou základnu, školení a munici.

### Gripen
V únoru 2007 švédská veřejnoprávní televize odvysílala sérii pořadů o korupci při nákupech nadzvukových letadel Saab JAS-39 Gripen pro AČR, která provázela jednání o prodeji i o následném pronájmu letounů, s tím, že peníze od konsorcia měly postupně dorazit ke třem prostředníkům (rakouský obchodník Alfons Mensdorff-Pouilly, bývalý kanadský politik Otto Jelinek a ředitel Omnipolu Richard Háva), kteří měli zajistit přízeň českých politiků. Do celé věci měl být zapleten i politik Jan Kavan. Celý případ následně začalo vyšetřovat švédské státní zastupitelství a vyšetřování obnovila i Policie ČR, později i obdobné instituce ve Švýcarsku, Velké Británii a Rakousku.
V březnu 2009 uvalil rakouský soud koluzní vazbu na Alfonse Mensdorff-Pouillyho, o pět týdnů později byl propuštěn. V dubnu zveřejnil rakouský časopis Format část tajné zprávy britské protikorupční služby, podle které Mensdorff-Pouilly korupčně manipuloval politický proces v případech nákupů letounů v Rakousku, Maďarsku a Česku. K tomuto účelu měl k dispozici asi 107,6 milionu eur (2,9 miliardy korun).

### Padáky VTP-100
V roce 1993, kdy byl ekonomickým náměstkem na Ministerstvu obrany Miroslav Kalousek, si Armáda ČR objednala od ministerstva padáky pro dopravu skupin hloubkového průzkumu a seskoků. Ze dvou firem ve výběrovém řízení vyhrála firma Anex-Cirus Jiřího Andrlíka, která měla dodat padáky s názvem VTP-100. Průběh zkoušek dodaných prototypů nebyl zveřejněn. Na některé členy zkušební komise měl být vyvíjen nátlak, aby svá stanoviska ke zkouškám odvolali a padák doporučili. Armáda s touto firmou podepsala smlouvu na 2310 kusů i přesto, že společnost ještě právně neexistovala a nikdy žádné padáky nevyráběla. Smlouva také byla napsaná tak nevýhodně, že ji nešlo vypovědět. Podle odborníků Paraclubu měl VTP-100 příliš funkcí, jež si vzájemně odporovaly. Přesto byla padáková souprava VTP-100 v roce 1996 zavedena do výzbroje Armády České republiky. V roce 1997 došlo ke smrtelné nehodě na VTP-100, při které zahynul vojín Roman Prinich. Soud nakonec nařídil ministerstvu odebrat dalších 300 padáků. Celkových 730 padáků za 110 milionů Kč již poté nikdy nebylo použito a v roce 2011 jim skončila životnost.